# 柳瀬さき
柳瀬 さき（やなせ さき、1988年4月23日 - ）は、日本のグラビアアイドル。千葉県出身。旧芸名は柳瀬 早紀（読み同じ）。フリーランスで活動中。かつて、10-POINT、FORZA RECORDに所属していた。

## 経歴
大学3年次から2年間、俳優の養成所に通っていたという。
2014年7月、事務所10-POINTに所属して「柳瀬早紀」として活動を開始。汐留グラビア甲子園に出場して話題になる。同年、ZAK THE QUEENのファイナル・ステージにも進出。
2015年、初のDVD作品『ミルキー・グラマー』が竹書房より発売。同作はAmazon.co.jpのアイドルDVDランキングにて1位を獲得した。つづいて2作目のDVD『やなパイ』がイーネット・フロンティアより発売。さらに初の写真集『blessing』も晋遊舎より刊行された。
2016年～2017年は順調にDVDや写真集などをリリースしながら撮影会やイベント出演を中心に活動していたが、2018年6月より事務所10-POINT所属のまま突然活動を休止。
2018年8月13日より新たなInstagramアカウント「さきパンダ　やなパイの新しいアカウント‼︎」でSNS発信を再開、12月31日には「2018年は、いろいろありましたが、良き1年でした！状況をちゃんと説明できないのは申し訳ないです。いつか必ずお伝えします！2019年は自分に素直に生きたいと思います！！」と書き込んだものの、その後も本人や所属事務所から活動休止に至った経緯の説明は行われていない。時折更新されるInstagramもプライベートなものに限定されており、仲のいい天木じゅんの「新しい道でどんどん成功して欲しい」というSNSでの発言もあり引退したのかと思われ、実際グラビアアイドルとしては2020年10月31日までの2年半は活動していなかった。
活動休止後も過去の写真を流用したデジタル写真集は定期的に発売されていた。
2020年11月1日、自身のSNSにて「株式会社FORZA RECORD」に所属すること、復帰にあたり芸名を「柳瀬さき」に改名したことを報告。
2021年4月4日、野菜ソムリエの資格を取得したことを公表。Instagramに新アカウント「365日 野菜ちゃん」を開設した。
2021年11月17日、公式ファンクラブ「やなパイふぁ～む」開設。
2022年1月14日、八福みずほとYouTube料理チャンネル「となりの食卓」を開設した。
2025年現在、フリーランスで活動している。
2025年4月27日、アパレルやグッズ制作のブランド「pippin」を立ち上げた。

## 人物
- 中学の時、バスケ部のレギュラーだった[19]。
- 100センチのバストサイズが特徴で、肩幅より乳幅がある[20]。
- 片胸だけで重さは2kgある[21]。
- 弟がいる[22]。
- 実家は青果卸売業を営んでいる[23]。
- プロ野球はパ・リーグのファン。
- 2017年ごろまではぽっちゃり体型であったが、2023年にテレビ番組の企画で7.5キロのダイエットに成功。以降は食事管理を徹底し、メリハリのついた体となっている[24]。グラビアアイドルを何かのステップアップとは考えていないため、オファーがある限りはグラビアアイドルでありたいと考えている[24]。

## 作品

### 書籍

#### 写真集
- blessing（2015年7月23日、晋遊舎、撮影：野澤亘伸） - DVD付録
- wet.（2016年11月21日、KADOKAWA、撮影：サトウテツオ） - DVD付録
- 原寸大おっぱい図鑑（2017年8月2日、一迅社、撮影：須崎祐次）ISBN 978-4-7580-1567-7[25] - Iカップ代表
- Goddess!!（2017年10月18日、双葉社、撮影：横内禎久）ISBN 978-4-575-31310-9[26]
- 乳神（2021年7月29日、双葉社、撮影：松田忠雄）ISBN 978-4-575-31629-2
- SPECIAL FAN BOOK（2022年4月23日、トランスワールドジャパン、撮影：小野寺廣信）ISBN 978-4-862-56346-0
- やっぱり乳がすき（2022年12月24日、トランスワールドジャパン、撮影：高橋慶佑）ISBN 978-4-862-56362-0[注 2]
- Laugh（2023年10月30日、ジーオーティー、撮影：富田恭透）ISBN 978-4-8236-0537-6
- PIN-UP GIRLS Selection 4（2024年2月10日、トランスワールドジャパン、撮影：小野寺廣信）ISBN 978-4-86256-385-9
- 柳瀬さきメモリアルフォトブック Pai Love You（2024年11月15日、トランスワールドジャパン、撮影：高橋慶佑）ISBN 978-4-86256-394-1
- pippin ZIN #01（2025年4月27日、pippin）

#### デジタル写真集
- 天然爆乳ボディ　本当にデカップ（2015年3月11日、PAD）
- GIRL 柳瀬早紀 A ～ B（2015年5月21日、G Publishers）- 「やなパイ」バリエーション
- 新世紀超乳OL（2015年5月21日、アイロゴス）
- ちょっとなら...いいよ　本当にデカップ（2015年6月13日、PAD）
- 超乳“やなパイ”、ココにて解禁。（2015年8月21日、週刊プレイボーイ）
- やなパイ先生（2015年8月28日、アイロゴス）
- 女子校生 ハミ出るやなパイ（2015年10月2日、アイロゴス）
- 女子校生 競泳水着（2015年10月30日、アイロゴス）
- 愛しの女神さま（2015年11月20日、ラインコミュニケーションズ）

- あふれたてのたわわ乳（2016年2月5日、グラビア学園）
- 抑えきれないわがままＩカップ（2016年2月5日、グラビア学園）
- 100の奇跡（2016年2月5日、グラビア学園）
- 癒やしの笑顔と本当の爆乳（2016年2月5日、グラビア学園）
- magnetic G 巨パイ（2016年2月26日、magnetic G）
- メイドのやなパイさん（2016年4月1日、サークルチェンジ）- オンデマンドペーパーバック版有り
- 放課後のやなパイさん（2016年4月22日、サークルチェンジ）- オンデマンドペーパーバック版有り
- magnetic G メガ乳♪（2016年4月22日、magnetic G）
- 競泳水着のやなパイさん（2016年5月20日、サークルチェンジ）- オンデマンドペーパーバック版有り
- 担当医のやなパイ先生（2016年7月1日、サークルチェンジ）- オンデマンドペーパーバック版有り
- やなパイヤバない（2016年8月5日、サークルチェンジ）- オンデマンドペーパーバック版有り
- 僕の女神さま（2016年8月12日、ラインコミュニケーションズ）- オンデマンドペーパーバック版有り
- Impact（2016年9月2日、アイロゴス）
- 柳瀬早紀-やなパイ Vol.1 ～ 5-（2016年9月2日、五百十）- 「やなパイ」バリエーション
- 新入社員のやなパイさん（2016年9月9日、サークルチェンジ）- オンデマンドペーパーバック版有り
- Office LOVE（2016年9月30日、アイロゴス）
- 新婚生活（2016年11月4日、アイロゴス）
- MOW！っと愛して（2016年12月2日、アイロゴス）
- 世界巨乳遺産（やなパイと100cm爆乳周辺の官能的景観）柳瀬早紀1 ～ 2（2016年12月16日、小学館）

- やなパイ＜上＞ Venus!（2017年3月3日、DECinc）- 「やなパイ」バリエーション、別デザイン表１版有り
- 恋する女神さま（2017年3月3日、ラインコミュニケーションズ）- オンデマンドペーパーバック版有り
- やなパイ10ボインと…。（2017年3月10日、ラインコミュニケーションズ）- オンデマンドペーパーバック版有り
- たわわすぎる問題（2017年5月1日、竹書房）
- やわらかいお姉さん（2017年5月1日、竹書房）
- 甘いふくらみ（2017年5月1日、竹書房）
- magnetic G 熟れごろ（2017年5月5日、magnetic G）- 「やなパイ2」バリエーション
- やなパイ＜下＞ Venus!（2017年5月26日、DECinc）- 「やなパイ」バリエーション、別デザイン表１版有り
- A-COLLECTION　柳瀬早紀1 ～ 3（2017年6月16日、G Publishers）- 「やなパイ」バリエーション
- 【伝説】とうとうシャツを突き破る!?（2017年7月7日、グラビア学園）
- 【事故】ポロリ疑惑の真相は!?（2017年7月7日、グラビア学園）
- 【事件】教室に乱入しかもレオタード（2017年7月7日、グラビア学園）
- 自撮り写真集01（2017年7月7日、グラビア学園）
- 約束の時間（2017年8月1日、サークルチェンジ）- オンデマンドペーパーバック版有り
- magnetic G sweet（2017年9月1日、magnetic G）- 「やなパイ2」バリエーション
- 週刊現代デジタル写真集 100cm愛カップ!やなパイ（2017年9月29日、講談社）
- 先生だって恋します（2017年10月1日、サークルチェンジ）- オンデマンドペーパーバック版有り
- 私の診察（2017年10月1日、サークルチェンジ）- オンデマンドペーパーバック版有り
- 柳瀬早紀 グラ飯図鑑 （2017年10月30日、KADOKAWA）
- 人妻のやなパイさん（2017年11月1日、サークルチェンジ）- オンデマンドペーパーバック版有り
- ふたりきりのオフィス（2017年12月1日、サークルチェンジ）- オンデマンドペーパーバック版有り
- たっぷりやなパイ（2017年12月1日、アイロゴス）- オンデマンドペーパーバック版有り
- SOLDIER（2017年12月1日、アイロゴス）- オンデマンドペーパーバック版有り
- ドドン！！とお届け（2017年12月29日、アイロゴス）- オンデマンドペーパーバック版有り

- やなパイ100％！（2018年1月26日、ラインコミュニケーションズ）- オンデマンドペーパーバック版有り
- 柳瀬早紀2 グラ飯図鑑 （2018年1月31日、KADOKAWA）
- PPYP（パイパイやなパイ）柳瀬早紀3 ～ 4（2018年1月26日、小学館）
- Hungry（2018年2月9日、アイロゴス）
- boom！ boom！ BOOBS（2018年4月1日、アイロゴス）
- おっぱい体操（2018年7月13日、講談社）
- グランド・キョニュオン 柳瀬早紀5 ～ 6（2018年10月12日、小学館）
- やなパイ2 Vol.1 ～ 5（2018年11月1日、五百十）- 「やなパイ2」バリエーション
- A-COLLECTION　柳瀬早紀R1（2018年11月13日、G Publishers）- 「やなパイ2」バリエーション
- A-COLLECTION　柳瀬早紀R2（2018年11月27日、G Publishers）- 「やなパイ2」バリエーション
- A-COLLECTION　柳瀬早紀R3（2018年11月22日、G Publishers）- 「やなパイ2」バリエーション
- A-COLLECTION　柳瀬早紀R4（2018年11月28日、G Publishers）- 「やなパイ2」バリエーション
- A-COLLECTION　柳瀬早紀R5（2018年12月10日、G Publishers）- 「やなパイ2」バリエーション
- A-COLLECTION　柳瀬早紀R6（2018年12月12日、G Publishers）- 「やなパイ2」バリエーション
- A-COLLECTION　柳瀬早紀R7（2018年12月25日、G Publishers）- 「やなパイ2」バリエーション
- A-COLLECTION　柳瀬早紀R8（2018年12月27日、G Publishers）- 「やなパイ2」バリエーション

- strawberry mix Vol.1 柳瀬早紀・りょうか（2019年3月1日、五百十）- 「やなパイ2」バリエーション
- strawberry mix Vol.2 柳瀬早紀・りょうか（2019年3月2日、五百十）- 「やなパイ2」バリエーション
- 眩しい膨らみ（2019年5月3日、G Publishers）- 「やなパイ」バリエーション
- 癒やしてあげたい（癒やしてあげる）（2019年5月3日、G Publishers）- 「やなパイ」バリエーション
- 飛び込んできて（2019年5月3日、G Publishers）- 「やなパイ」バリエーション
- 100cm、iCup超乳を手袋で、隠してみた！ 柳瀬早紀7 ～ 8（2019年6月28日、小学館）
- SAKI Styles コバルトの海で（2019年7月17日、エスデジタル）
- 昼下がりのIカップ 柳瀬早紀9 ～ 10（2019年9月13日、小学館）

- 爆乳やなポリス（2020年2月21日、アイロゴス）- 「やなパイ」バリエーション
- 秘書課の爆乳マドンナ（2020年3月28日、アイロゴス）- 「やなパイ」バリエーション
- やなパイ2 Venus!（2020年4月3日、DECinc）- 「やなパイ2」バリエーション、別デザイン表１版有り
- やなパイハネムーン（2020年5月1日、アイロゴス）- 「やなパイ」バリエーション
- 夏やなパイ（2020年6月1日、アイロゴス）- 「やなパイ」バリエーション
- 午後の憂鬱（2020年6月5日、CLASSIC）- 「やなパイ2」バリエーション
- お昼は内緒で（2020年6月5日、CLASSIC）- 「やなパイ2」バリエーション
- ひとりあそび（2020年6月5日、CLASSIC）- 「やなパイ2」バリエーション
- 黄昏（2020年6月9日、CLASSIC）- 「やなパイ2」バリエーション
- こぼれちゃう（2020年6月24日、CLASSIC）- 「やなパイ」バリエーション
- 柳瀬早紀デジタル写真集 溢れる想い（2020年9月20日、エスデジタル）- 「SAKI Styles コバルトの海で」バリエーション
- 美女たちの気まぐれ 柳瀬早紀 2-DMM限定（2020年11月19日、ブレイン）- 「やなパイ2」バリエーション
- 美女たちの気まぐれ 柳瀬早紀 5-DMM限定（2020年11月19日、ブレイン）- 「やなパイ2」バリエーション
- 美女たちの気まぐれ 柳瀬早紀 1-DMM限定（2020年11月26日、ブレイン）- 「やなパイ2」バリエーション
- 美女たちの気まぐれ 柳瀬早紀 3-DMM限定（2020年11月26日、ブレイン）- 「やなパイ2」バリエーション
- 美女たちの気まぐれ 柳瀬早紀 4-DMM限定（2020年11月26日、ブレイン）- 「やなパイ2」バリエーション
- 柳瀬さき 自撮り写真集 02 グラビア学園 【自撮り】100cmIカップ大爆乳伝説が異世界からヨミガエル!? (2020年12月30日、グラビア学園）

- 【爆乳】純白レオタード＆ニーソ (2021年1月1日、グラビア学園）
- 【爆乳】私服ニットから突き出る (2021年1月1日、グラビア学園）
- 【爆乳】競泳水着からハミ出る (2021年1月1日、グラビア学園）
- 佐々野愛美×柳瀬早紀 StylesPLUS 310PageOver（2021年1月29日、エスデジタル）- 「SAKI Styles コバルトの海で」バリエーション
- バズーカエンジェル（2021年3月12日、アイロゴス）- 「やなパイ」バリエーション
- 乳圧MAX（2021年4月1日、アイロゴス）- 「やなパイ」バリエーション
- バスト100cmグラドル　爆乳連峰 (2021年6月11日、小学館）- 複数被写体撮り下ろし写真収録
- モンブランの乱舞 (2021年7月9日、小学館）- 雛田真依羽とのコラボ写真集
- エロスな胸に溺れたい (2021年10月1日、徳間書店）

- 柳瀬さき 自撮り写真集 03 グラビア学園 【自撮り】可愛らしい宇宙最強の轟絶爆乳王が再び降臨!! (2022年2月8日、グラビア学園）
- おかえり（2022年2月13日、イーネットフロンティア）
- 海辺のやなパイ（2022年2月13日、イーネットフロンティア）
- なんでもないよ（2022年2月13日、イーネットフロンティア）
- やなパイのバニーガール（2022年2月18日、グラビア学園）
- やなパイのパイすらニット（2022年2月18日、グラビア学園）
- やなパイの温泉浴衣（2022年2月18日、グラビア学園）
- ひみつの宿（2022年4月15日、竹書房）
- おとな旅（2022年4月15日、竹書房）
- ふたりだけ（2022年4月15日、竹書房）
- ぱいせん（2022年8月3日、ラインコミュニケーションズ）
- Masterpiece＃027（2022年10月9日、DragonFly）- 「やなパイ100%!」バリエーション
- Masterpiece＃028（2022年10月10日、DragonFly）- 「やなパイ100%!」バリエーション
- Masterpiece＃029（2022年10月11日、DragonFly）- 「やなパイ100%!」バリエーション
- Masterpiece＃030（2022年10月12日、DragonFly）- 「やなパイ100%!」バリエーション
- Masterpiece＃031（2022年10月13日、DragonFly）- 「やなパイ100%!」バリエーション
- Masterpiece＃032（2022年10月14日、DragonFly）- 「やなパイ100%!」バリエーション
- このパイと〜まれ（2022年10月24日、小学館）

- Exiciting Girls 柳瀬さきデジタル写真集 Vol.1（2023年3月16日、エキサイティングマックス編集部）
- Exiciting Girls 柳瀬さきデジタル写真集 Vol.2（2023年3月16日、エキサイティングマックス編集部）
- グラ飯図鑑（2023年3月31日、KADOKAWA）
- やなパイとしたい8つのコト（2023年4月19日、ラインコミュニケーションズ）
- ふたりだけの秘密〜Ver.1〜（2023年7月4日、スパイスビジュアル）
- ふたりだけの秘密〜Ver.2〜（2023年7月7日、スパイスビジュアル）
- Kiss You（2023年8月5日、スパイスビジュアル）
- さき、滴る（2023年9月6日、ギルド）
- Exiciting Girls 柳瀬さきデジタル写真集 Vol.3（2023年12月8日、エキサイティングマックス編集部）
- Exiciting Girls 柳瀬さきデジタル写真集 Vol.4（2023年12月8日、エキサイティングマックス編集部）

- ワールド・Iカップ ～奇跡の1m～ 柳瀬さき1～2（2024年3月22日、小学館）
- 言わないで（2024年3月29日、ギルド）
- 週刊GIRLS-PEDIA061（2024年4月1日、KADOKAWA）
- 胸いっぱいの愛を 柳瀬さき3～4（2024年5月24日、小学館）
- 僕だけの女神さま 究極版157P（2024年6月7日、ラインコミュニケーションズ）
- 僕だけの女神さま 通常版139P（2024年6月21日、ドラゴンフライブック ）
- 真夏のできごと（2024年7月22日、集英社〈週プレ PHOTO BOOK〉）
- Exiciting Girls 柳瀬さきデジタル写真集 Vol.5（2024年8月16日、エキサイティングマックス編集部）
- Exiciting Girls 柳瀬さきデジタル写真集 Vol.6（2024年8月16日、エキサイティングマックス編集部）

- いっぱいあげる（2025年1月7日、撮影：真奈、Amazon Kindle限定）
- 巨乳は爆発だ!（2025年5月23日、扶桑社〈SPA!グラビアン魂デジタル写真集〉）
- 夢のあとさき（2025年8月8日、ギルド）

- 柳瀬早紀 BEST vol.1 （2016年1月29日、アイロゴス）
- magnetic G complete（2016年7月23日、magnetic G）
- やなパイコンプリート!!（2016年8月24日、グラビア学園）
- [まとめ買い] 柳瀬早紀-やなパイ（2016年9月2日、五百十）- 「やなパイ」バリエーション
- 世界巨乳遺産（やなパイと100cm爆乳周辺の官能的景観）柳瀬早紀DX（2016年12月16日、小学館）
- 柳瀬早紀全巻セット285枚収録（2016年12月31日、サークルチェンジ）- オンデマンドペーパーバック版有り
- 100cmIカップやなパイ BEST vol.1 （2017年3月3日、アイロゴス）
- やなパイコンプリート!! 2（2017年11月10日、グラビア学園）- オンデマンドペーパーバック版有り
- magnetic G complete 2（2017年12月29日、magnetic G）- 「やなパイ2」バリエーション
- 柳瀬早紀全巻セット272枚収録（2018年1月1日、サークルチェンジ）- オンデマンドペーパーバック版有り
- PPYP（パイパイやなパイ）柳瀬早紀DX（2018年1月26日、小学館）
- 大容量288枚 柳瀬早紀 BEST vol.2 （2018年9月1日、アイロゴス）
- グランド・キョニュオン 柳瀬早紀DX（2018年10月12日、小学館）
- magnetic G the best（2019年4月12日、magnetic G）- 「やなパイ2」バリエーション
- 100cm、iCup超乳を手袋で、隠してみた！ 柳瀬早紀DX（2019年6月28日、小学館）
- 昼下がりのIカップ 柳瀬早紀DX（2019年9月13日、小学館）
- BEST／柳瀬早紀（2020年6月1日、五百十）- 「やなパイ」バリエーション
- 大容量176枚 柳瀬早紀 BEST vol.3 （2021年5月7日、アイロゴス）
- 柳瀬さき やなパイコンプリート!! 3 (2021年6月19日、グラビア学園）- オンデマンドペーパーバック版有り
- 柳瀬さき やなパイコンプリート!! 4 (2022年7月6日、グラビア学園）- オンデマンドペーパーバック版有り
- 柳瀬早紀 愛しの女神さま+僕の女神さま （2022年4月27日、ラインコミュニケーションズ）
- 柳瀬早紀 恋する女神さま+やなパイ10ボインと…。 (ver.A) （2022年8月5日、ラインコミュニケーションズ）
- グラビア学園【OL】セット228枚 7 コスプレで選べる大特価総集編55弾 (2023年1月1日、グラビア学園）- 「グラビア学園」バリエーション
- グラビア学園【ニット】セット201枚 15 コスプレで選べる大特価総集編61弾 (2023年1月1日、グラビア学園）- 「グラビア学園」バリエーション
- グラビア学園【バニーガール】セット232枚 コスプレで選べる大特価総集編63弾 (2023年1月1日、グラビア学園）- 「グラビア学園」バリエーション
- 完熟メロンMIX　柳瀬早紀 Petit BEST（2023年9月8日、アイロゴス）- 「SOLDIER」「たっぷりやなパイ」「ドドン!!とお届け」「Hungry」「boom! boom! BOOBS」バリエーション
- やなパイDreaming　柳瀬早紀 Petit BEST Vol.2（2024年2月1日、アイロゴス）- 「SOLDIER」「たっぷりやなパイ」「ドドン!!とお届け」「Hungry」「boom! boom! BOOBS」バリエーション
- ワールド・Ｉカップ ～奇跡の１ｍ～ 柳瀬さきDX（2024年3月22日、小学館）
- 胸いっぱいの愛を 柳瀬さきDX（2024年5月24日、小学館）

#### 雑誌
- FRIDAY 2015年2月27日号（2015年2月13日、講談社）
- キスカ 2015年4月号（2015年3月9日、竹書房）
- FRIDAY 2015年3月27日号（2015年3月13日、講談社）
- ドカント 2015年4月号（2015年3月16日、有限会社デジタルスタイル）
- 週刊アサヒ芸能 2015年3月26日号（2015年3月17日、徳間書店）
- 週刊プレイボーイ 2015年4月13日号（2015年3月30日、集英社）
- FRIDAY 2015年4月17日号（2015年4月3日、講談社）
- キスカ 2015年5月号（2015年4月8日、竹書房）
- 週刊SPA! 2015年4月28日号（2015年4月21日、扶桑社）
- 週刊プレイボーイ 2015年5月11・18日合併号（2015年4月27日、集英社）
- ドカント 2015年6月号（2015年5月16日、有限会社デジタルスタイル）
- ドカント 2015年7月号（2015年6月16日、有限会社デジタルスタイル）
- FLASH 2015年7月14日号（2015年6月23日、光文社）
- FLASH 2015年7月28日号（2015年7月14日、光文社）
- FRIDAY 2015年7月31日号（2015年7月17日、講談社）
- 週刊プレイボーイ 2015年8月17日号（2015年8月3日、集英社）
- キスカ 2015年10月号（2015年9月8日、竹書房）
- CIRCUS MAX 2015年10月号（2015年9月10日、KKベストセラーズ）
- ドカント 2015年10月号（2015年9月16日、有限会社デジタルスタイル）
- キスカ 2015年11月号（2015年10月8日、竹書房）
- エキサイティングマックス! 2015年11月号（2016年10月26日、ぶんか社）
- エキサイティングマックス! 2015年12月号（2016年11月26日、ぶんか社）
- 週刊SPA! 2015年12月8日号（2015年12月1日、扶桑社）
- エキサイティングマックス! 2016年1月号（2015年12月26日、ぶんか社）

- エキサイティングマックス!Special Vol.94 2016年2月号（2016年1月12日、ぶんか社）
- CIRCUS MAX 2016年2月号（2016年1月12日、KKベストセラーズ）
- 週刊プレイボーイ 2016年3月7日号（2016年2月22日、集英社）
- 週刊アサヒ芸能 2016年3月17日号（2016年3月8日、徳間書店）
- EX大衆 2016年4月号（2016年3月15日、双葉社）
- 金のEX 2016年4月号（2016年3月15日、大洋図書）
- ドカント 2016年4月号（2016年3月16日、有限会社デジタルスタイル）
- FLASH DIAMOND 2016年4月30日増刊号（2016年3月22日、光文社）
- エキサイティングマックス! 2016年5月号（2016年3月26日、ぶんか社）
- BUBKA 2016年5月号（2016年3月31日、白夜書房）
- FLASH 2016年4月26日号（2016年4月12日、光文社）
- CIRCUS MAX 2016年6月号（2016年5月10日、KKベストセラーズ）
- 週刊現代 2016年6月11日号（2016年5月30日、講談社）
- 週刊アサヒ芸能 2016年6月16日号（2016年6月7日、徳間書店）
- ドカント 2016年7月号（2016年6月16日、有限会社デジタルスタイル）
- 週刊プレイボーイ 2016年7月4日号（2016年6月20日、集英社）
- 週刊大衆ヴィーナス 2016年8月4日号（2016年7月4日、双葉社）
- ドカント 2016年9月号（2016年8月16日、有限会社デジタルスタイル）
- エキサイティングマックス! 2016年9月号（2016年8月26日、ぶんか社）
- キスカ 2016年10月号（2016年9月8日、竹書房）
- 週刊実話 2016年10月6日号（2016年9月21日、日本ジャーナル出版）
- FLASH 2016年11月15日号（2016年10月31日、光文社）
- 週刊現代 2016年11月19日号（2016年11月7日、講談社）
- キスカ 2016年12月号（2016年11月8日、竹書房）
- 週刊プレイボーイ 2016年12月5日号（2016年11月21日、集英社）
- アサ芸シークレット Vol.43 2017年1月8日号（2016年12月5日、徳間書店）
- ドカント 2017年1月号（2016年12月16日、有限会社デジタルスタイル）
- FLASH 2017年1月3日号（2016年12月20日、光文社）
- 週刊大衆ヴィーナス 2017年2月1日号（2016年12月31日、双葉社）

- 週刊プレイボーイ 2017年1月23日号（2017年1月5日、集英社）
- キスカ 2017年2月号（2017年1月7日、竹書房）
- GIRLS-PEDIA 2017 SPRING（2017年2月14日、KADOKAWA）
- 週刊プレイボーイ 2017年3月20日号（2017年3月6日、集英社）
- 週刊実話 2017年7月7日号（2017年3月24日、日本ジャーナル出版）
- 週刊プレイボーイ 2017年4月24日号（2017年4月10日、集英社）
- 週刊ポスト 2017年4月21日号（2017年4月10日、小学館）
- フォトテクニックデジタル 2017年5月号（2017年4月20日、玄光社）
- 週刊SPA! 2017年4月28日号（2017年4月21日、扶桑社）
- 週プレグラビアスペシャル増刊 GW2017（2017年4月26日、集英社）
- アサ芸シークレット Vol.46 2017年7月8日号（2017年6月5日、徳間書店）
- キスカ 2017年7月号（2017年6月8日、竹書房）
- 週刊SPA! 2017年7月11日号（2017年7月4日、扶桑社）
- キスカ 2017年8月号（2017年7月7日、竹書房）
- 週刊プレイボーイ 2017年8月14日号（2017年7月31日、集英社）
- 週プレグラビアスペシャル増刊 SUMMER2017（2017年8月9日、集英社）
- 週刊現代 2017年9月16日号（2017年9月4日、講談社）
- EX大衆 2017年10月号（2017年9月15日、双葉社）
- FLASH 2017年10月10日号（2017年9月26日、光文社）
- 週刊大衆ヴィーナス 2017年11月4日号（2017年10月4日、双葉社）
- ドカント 2017年11月号（2017年10月16日、有限会社デジタルスタイル）
- 週刊アサヒ芸能 2017年11月23日号（2017年11月14日、徳間書店）
- エキサイティングマックス! 2017年12月号（2017年11月26日、ぶんか社）
- ドカント 2018年1月号（2017年12月16日、有限会社デジタルスタイル）
- 週刊実話 2018年1月4日号（2017年12月20日、日本ジャーナル出版）
- エキサイティングマックス! 2018年2月号（2017年12月26日、ぶんか社）
- 実話BUNKAタブー2018年02月号（2017年12月29日、コアマガジン）

- 週刊アサヒ芸能 2018年1月18日号（2018年1月9日、徳間書店）
- 週刊アスキー No.1161（2018年1月16日、角川アスキー総合研究所）
- FRIDAY 2018年2月16日号（2018年2月2日、講談社）
- FLASH 2018年3月20日号（2018年3月6日、光文社）
- キスカ 2018年4月号（2018年3月8日、竹書房）
- 週刊ポスト 2018年3月30日号（2018年3月12日、小学館）
- FRIDAY 2018年4月20日号（2018年4月6日、講談社）
- 週刊ポスト 2018年4月27日号（2018年4月16日、小学館）
- キスカ 2018年6月号（2018年5月8日、竹書房）
- 週刊プレイボーイ 2018年6月4日号（2018年5月21日、集英社）
- 週刊現代Special 2018年8月17日増刊号（2018年8月3日、講談社）

- フォトテクニックデジタル 2020年12月号（2020年11月19日、玄光社）
- 週刊アサヒ芸能 2020年12月10日号（2020年12月1日、徳間書店）
- アサ芸シークレット Vol.67 2021年1月10日号（2020年12月3日、徳間書店）
- エキサイティングマックス! 2021年2月号（2020年12月26日、文友舎）

- アサ芸シークレット Vol.68 2021年3月12日号（2021年2月3日、徳間書店）
- 臨時増刊ラヴァーズ vol.18（2021年2月22日、大洋図書）
- アサ芸シークレット Vol.70 2021年7月12日号（2021年6月3日、徳間書店）
- ドカント 2021年7月号（2021年6月16日、有限会社デジタルスタイル）
- 実話BUNKAタブー2021年08月号（2021年6月16日、コアマガジン）
- エキサイティングマックス! 2021年8月号（2021年6月25日、文友舎）
- 週刊ポスト 2021年7月23日号（2021年7月5日、小学館）
- 週刊大衆 2021年7月19日号（2021年7月5日、双葉社）
- EX大衆 2021年8月号（2021年7月15日、双葉社）
- エキサイティングマックス! 2021年9月号（2021年7月26日、文友舎）
- FRIDAY 2021年8月13日号（2021年7月30日、講談社）
- GIRLS-PEDIA 2021 SUMMER（2021年8月31日、KADOKAWA）
- 週刊現代 2021年9月118日号（2021年9月6日、講談社）
- 実話BUNKAタブー2021年11月号（2021年9月16日、コアマガジン）
- アサ芸シークレット Vol.72 2021年11月14日号（2021年10月5日、徳間書店）
- 増刊エキサイティングマックス!Special Vol.163 2021年11月号（2021年10月11日、文友舎）
- 実話ナックルズウルトラ vol.17（2021年10月15日、大洋図書）
- エキサイティングマックス! 2021年12月号（2021年10月26日、文友舎）
- グラビアガールズ Cute & Boin（2021年10月27日、三和出版）
- 近代麻雀 2021年12月号（2021年11月1日、竹書房）
- エキサイティングマックス! 2022年2月号（2021年12月25日、文友舎）

- 週刊現代 2022年1月15日号（2022年1月4日、講談社）
- キスカ 2022年2月号（2022年1月8日、竹書房）
- 超エキサイト！ 2022年3月号（2022年1月27日、マイウェイ出版）
- エキサイティングマックス!デラックス 2022早春特大号（2022年1月31日、文友舎）
- 実話BUNKA超タブー2022年3月号（2022年2月2日、コアマガジン）
- 週刊SPA! 2022年2月15日号（2022年2月8日、扶桑社）
- グラドル・ザ・ベストDX VOL.5（2022年2月21日、マイウェイ出版）
- 週刊アサヒ芸能 2022年3月3日号（2022年2月22日、徳間書店）
- 週刊アスキー No.1375（2022年2月22日、角川アスキー総合研究所）
- エキサイティングマックス! 2022年4月号（2022年2月26日、文友舎）
- グラドル最強ブランド アイドルワン ベストDVD（2022年3月29日、マイウェイ出版）
- MEN'S DVD SEXY Vol.9（2022年4月18日、三和出版）
- 金のEX DVD Vol.7（2022年4月18日、大洋図書）
- エキサイティングマックス! 2022年6月号（2022年4月26日、文友舎）
- 週刊現代 2022年4月30・5月7日号（2022年4月27日、講談社）
- グラドル名鑑2022（2022年4月28日、株式会社らんくう）
- 週刊プレイボーイ 2022年5月23日号（2022年5月2日、集英社）
- 実話BUNKAタブー2022年7月号（2022年5月16日、コアマガジン）
- 週刊アサヒ芸能 2022年6月2日号（2022年5月24日、徳間書店）
- GIRLS-PEDIA 2022 SPRING（2022年5月31日、KADOKAWA）
- アサ芸シークレット Vol.76 2022年7月1日号（2022年6月3日、徳間書店）
- 週刊実話ザ・タブー2022年8月5日号（2022年6月23日、日本ジャーナル出版）
- ドカント 2022年8月号（2022年7月16日、有限会社デジタルスタイル）
- エキサイティングマックス! 2022年9月号（2022年7月26日、文友舎）
- 週刊アサヒ芸能 2022年8月4日号（2022年7月27日、徳間書店）
- 月刊エンタメ 2022年9月10月合併号（2022年7月29日、徳間書店）
- アサ芸シークレット Vol.77 2022年9月1日号（2022年8月3日、徳間書店）
- MEN'S DVD SEXY Vol.11（2022年8月22日、三和出版）
- エキサイティングマックス! 2022年10月号（2022年8月26日、文友舎）
- エキサイティングマックス! 2022年11月号（2022年9月26日、文友舎）
- 増刊エキサイティングマックス!Special Vol.175 2022年11月号（2022年10月11日、文友舎）
- MEN'S DVD SEXY Vol.12（2022年10月17日、三和出版）
- 週刊ポスト 2022年11月4日号（2022年10月24日、小学館）
- エキサイティングマックス! 2022年12月号（2022年10月26日、文友舎）
- エキサイティングマックス! 2023年1月号（2022年11月26日、文友舎）
- 週刊大衆 2022年12月12日号（2022年11月28日、双葉社）
- 漫画アクション 2022年12月20日号（2022年12月6日、双葉社）
- 週刊大衆 2022年12月19日号（2022年12月7日、双葉社）
- エキサイティングマックス! 2023年2月号（2022年12月26日、文友舎）

- 週刊アサヒ芸能 2023年2月2日号（2023年1月24日、徳間書店）
- エキサイティングマックス! 2023年3月号（2023年1月26日、文友舎）
- エキサイティングマックス!デラックス 2023早春特大号（2023年1月31日、文友舎）
- 週刊大衆 2023年2月16日号（2023年2月2日、日本ジャーナル出版）
- 実話BUNKA超タブー2023年3月号（2023年2月2日、コアマガジン）
- アサ芸シークレット Vol.80 2023年3月1日号（2023年2月3日、徳間書店）
- 週刊現代 2023年2月18日号（2023年2月8日、講談社）
- EX大衆 2023年3月号（2023年2月15日、双葉社）
- MEN'S DVD SEXY Vol.14（2023年2月21日、三和出版）
- 週刊アサヒ芸能 2023年3月2日号（2023年2月21日、徳間書店）
- エキサイティングマックス! 2023年4月号（2023年2月25日、文友舎）
- 週刊実話ザ・タブー2023年5月5日号（2023年3月22日、日本ジャーナル出版）
- グラドル名鑑2023（2023年3月29日、株式会社らんくう）
- ドカント 2023年5月号（2023年4月17日、有限会社デジタルスタイル）
- 金のEX DVD Vol.13（2023年4月19日、大洋図書）
- MEN'S DVD SEXY Vol.15（2023年4月24日、三和出版）
- エキサイティングマックス! 2023年6月号（2023年4月26日、文友舎）
- 週刊現代 2023年5月6・13日号（2023年5月1日、講談社）
- 週刊実話 2023年5月25日号（2023年5月11日、日本ジャーナル出版）
- MEN'S DVD 2023年7月号（2023年5月29日、三和出版）
- アサ芸シークレット Vol.82 2023年7月1日号（2023年6月8日、徳間書店）
- ヤンチャンweb-ヤングチャンピオンwebマガジン（2023年6月11日、10月22日、秋田書房）
- 金のEX DVD Vol.14（2023年6月19日、大洋図書）
- 月刊エンタメ 2023年8月号（2023年6月29日、徳間書店）
- EX大衆 2023年8月号（2023年7月14日、双葉社）
- ドカント 2023年8月号（2023年7月14日、有限会社デジタルスタイル）
- 週刊アサヒ芸能 2023年8月3日号（2023年7月25日、徳間書店）
- 週刊SPA! 2023年8月1日号（2023年7月25日、扶桑社）
- エキサイティングマックス! 2023年9月号（2023年7月26日、文友舎）
- 月刊エンタメ 2023年9・10月合併号（2023年7月29日、徳間書店）
- 週刊ガールズペディアwebマガジン（2023年8月30日、KADOKAWA）
- スーパーボートレースマガジン・マクール・全国テレボートバージョン2023AUTUMN（2023年9月4日、テレボート）
- 増刊エキサイティングマックス!Special Vol.186 2023年10月号（2023年9月11日、文友舎）
- 週刊実話 2023年11月9日号（2023年10月26日、日本ジャーナル出版）
- エキサイティングマックス!デラックス 2023冬特大号（2023年11月30日、文友舎）
- 週刊SPA! 2024年1月2・9日合併号（2023年12月26日、扶桑社）

- 週刊実話 2024年2月1日号（2024年1月18日、日本ジャーナル出版）
- アサ芸シークレット Vol.86 2024年3月1日号（2024年2月5日、徳間書店）
- 金のEX DVD Vol.18（2024年2月17日、大洋図書）
- MEN'S DVD SEXY Vol.20（2024年2月27日、三和出版）
- 金のEX DVD EX Vol.3（2023年3月21日、大洋図書）
- グラドル名鑑2024（2024年3月26日、株式会社らんくう）
- アサ芸シークレット Vol.87 2024年5月1日号（2024年4月3日、徳間書店）
- MEN'S DVD 2024年7月号（2024年5月29日、三和出版）
- エキサイティングマックス! 2024年8月号（2024年6月26日、文友舎）
- 週刊プレイボーイ 2024年8月5日号（2024年7月22日、集英社）
- 週刊アサヒ芸能 2024年8月8日号（2024年7月30日、徳間書店）
- ヤンチャンweb-ヤングチャンピオンwebマガジン（2024年8月4日、秋田書房）
- 金のEX DVD Vol.21（2024年8月17日、大洋図書）
- 週刊SPA! 2024年9月10日号（2024年9月3日、扶桑社）
- 実話ナックルズウルトラ vol.34（2024年9月10日、大洋図書）
- エキサイティングマックス! Special vol.198 2024年10月号（2024年9月11日、文友舎）
- 週刊プレイボーイ 2024年10月28日号（2024年10月7日、集英社）
- エキサイティングマックス! Special vol.199 2024年11月号（2024年10月9日、文友舎）
- 週刊実話 2024年11月21日号（2024年11月6日、日本ジャーナル出版）
- gra fan（2024年11月7日、三和出版）
- エキサイティングマックス!デラックス 2024早冬特大号（2024年11月28日、文友舎）

- アサ芸シークレット Vol.92 2025年3月1日号（2025年2月7日、徳間書店）
- エキサイティングマックス! 2025年3月号（2025年2月7日、文友舎）
- PEACE COMBAT 2025年5月号（2025年3月27日、アストワ）
- MEN'S DVD 2025年3月号（2025年3月28日、三和出版）
- グラドル名鑑2025（2025年3月28日、株式会社らんくう）
- 電子雑誌sabra3号 2025年春（2025年4月1日、小学館）
- エキサイティングマックス! 2025年7月号（2025年6月6日、文友舎）
- 週刊アサヒ芸能 2025年7月17日号（2025年7月8日、徳間書店）
- EX大衆 2025年9月号（2025年8月16日、双葉社）

#### 非売品ポスター
- アサ芸シークレット Vol.43 2017年 1月8日号応募者全員プレゼント・等身大ポスター（2016年12月5日、徳間書店）
- アサ芸シークレット Vol.68 2021年3月12日号応募者全員プレゼント・等身大ポスター（2021年2月3日、徳間書店）
- アサ芸シークレット Vol.68 2021年3月12日号応募者全員プレゼント・特大ポスター（2021年2月3日、徳間書店）
- アサ芸シークレット Vol.68 2021年3月12日号応募者全員プレゼント・ユポポスター（2021年2月3日、徳間書店）
- 「乳神」写真集発売記念イベント10冊購入者特典直筆サイン入り特製ポスター（2021年8月8日、双葉社、秋葉原・書泉ブックタワー）

### 映像作品

#### イメージDVD
※太字タイトルは、BD版同時発売
- ミルキー・グラマー（2015年2月20日、竹書房、監督：嶋公浩）[28]
- やなパイ！（2015年5月22日、イーネット・フロンティア、監督：関谷康正）[29]
- 愛しの女神さま（2015年9月20日、ラインコミュニケーションズ、監督：中北直）[30][31]
- in blossom ～早紀誇る愛～（2015年12月25日、イメカ合同会社、監督：関谷康正）
- やなパイLOVE♡ ミルキートリップ（2016年3月25日、グラヴィス、監督：中北直）※別デザインジャケット版有り
- やなパイLOVE♡ プライベートレッスン（2016年3月25日、グラヴィス、監督：中北直）※別デザインジャケット版有り
- 僕の女神さま（2016年6月20日、ラインコミュニケーションズ、監督：ノムラヨシキ）[32][33]
- 甘いふくらみ（2016年9月23日、竹書房、監督：中北直）[34]
- 恋する女神さま（2016年12月15日、ラインコミュニケーションズ、監督：舘野桂）[35][36]
- やなパイ10ボインと…。（2016年12月15日、ラインコミュニケーションズ、監督：嶋公浩）[37][38]
- やなパイ2（2017年3月23日、イーネット・フロンティア、監督：関谷康正）[39]
- 溢れる想い（2017年6月30日、エスデジタル、監督：三山博一）[40]
- ずっと笑顔で（2017年9月16日、双葉社、監督：嶋公浩）[41]
- やなパイ100％！（2017年12月15日、ラインコミュニケーションズ、監督：舘野桂）[42][43]
- 奥さまはやなパイ（2018年3月23日、竹書房、監督：安倍雄治）[44]
- おかえり、やなパイ。（2021年6月23日、イーネット・フロンティア、監督：一翔也）[45][46]
- GOD PAI（2021年9月17日、イーネット・フロンティア、監督：中北直）[47]
- ひみつ旅行（2022年1月21日、竹書房、監督：嶋公浩）[48]
- ぱいせん（2022年5月20日、ラインコミュニケーションズ、監督：嶋公浩）[49]
- やなパイナップル（2022年9月24日、竹書房、監督：橋本修一）[50]
- やなパイとしたい8つのコト（2023年1月20日、ラインコミュニケーションズ、監督：安倍雄治）[51]
- ふたりだけの秘密（2023年4月26日、スパイスビジュアル、監督：川嶋征樹）[52]
- やなパイの事情（2023年9月26日、エアーコントロール、監督：川嶋征樹）[53]
- 僕だけの女神さま（2024年1月20日、ラインコミュニケーションズ、監督：安倍雄治）[54]
- やなパイだらけ（2024年6月21日、竹書房、監督：中北直）[55]
- THE 「I」（2024年12月20日、エスデジタル、監督：川嶋征樹）[56]
- やなパイ日和（2025年5月28日、スパイスビジュアル、監督：川嶋征樹）[57]

#### 非売品DVD・付録DVD
- エキサイティングマックス! 2016年1月号付録（2015年11月26日、ぶんか社） - 撮り下ろし映像収録
- エキサイティングマックス!Special Vol.94 2016年2月号付録（2016年1月12日、ぶんか社） - 撮り下ろし映像収録
- アサ芸シークレット Vol.43 2017年 1月8日号応募者全員プレゼント（2016年12月5日、徳間書店）- 撮り下ろし映像収録
- 週刊プレイボーイ2017年1月23日号付録「グラドルだらけの酔いどれ温泉新年会」（2017年1月5日、集英社）- 複数被写体撮り下ろし映像収録
- 週刊プレイボーイ2017年5月30日増刊号付録「おっぱいだらけの70分、ボインだョ、全員集合」（2017年4月26日、集英社）- 複数被写体撮り下ろし映像収録
- アサ芸シークレット Vol.68 2021年3月12日号応募者全員プレゼント（2021年2月3日、徳間書店）- 撮り下ろし映像収録
- 増刊エキサイティングマックス!Special Vol.163 2021年11月号付録（2021年10月11日、文友舎） - 撮り下ろし映像収録
- エキサイティングマックス!デラックス 2022早春特大号付録（2022年1月31日、文友舎） - 撮り下ろし映像収録
- グラドル最強ブランド アイドルワン ベストDVD付録（2022年3月29日、マイウェイ出版） - 撮り下ろし映像収録
- MEN'S DVD SEXY 2022年6月号付録（2022年4月18日、三和出版） - 撮り下ろし映像収録
- 週刊プレイボーイ 2022年5月23日号付録「グラドル104人の主張」（2022年5月2日、集英社）- 複数被写体撮り下ろし映像収録
- SPECIAL FAN BOOK 初回通販限定版付録「SPECIAL FAN BOOK MAKING」（2022年4月23日、トランスワールドジャパン） - 撮り下ろし映像収録
- エキサイティングマックス! 2022年10月号付録（2022年8月26日、文友舎） - 撮り下ろし映像収録
- 増刊エキサイティングマックス!Special Vol.175 2022年11月号付録（2022年10月11日、文友舎） - 撮り下ろし映像収録
- エキサイティングマックス! 2023年1月号付録（2022年11月26日、文友舎） - 撮り下ろし映像収録
- やっぱり乳がすき 初回通販限定版付録「やっぱり乳がすき」（2022年12月24日、トランスワールドジャパン） - 撮り下ろし映像収録
- エキサイティングマックス! 2023年2月号付録（2022年12月26日、文友舎） - 撮り下ろし映像収録
- エキサイティングマックス!デラックス 2023早春特大号（2023年1月31日、文友舎） - 撮り下ろし映像収録
- MEN'S DVD 2023年7月号付録（2023年5月29日、三和出版） - 撮り下ろし映像収録
- エキサイティングマックス! 2023年9月号付録（2023年7月26日、文友舎） - 撮り下ろし映像収録
- 増刊エキサイティングマックス!Special Vol.186 2023年10月号付録（2023年9月11日、文友舎） - 撮り下ろし映像収録
- エキサイティングマックス!デラックス 2023冬特大号付録（2023年11月30日、文友舎） - 撮り下ろし映像収録
- MEN'S DVD 2024年7月号付録（2024年5月29日、三和出版） - 撮り下ろし映像収録
- エキサイティングマックス! 2024年8月号付録（2024年6月26日、文友舎） - 撮り下ろし映像収録
- gra fan 付録（2024年11月7日、三和出版） - 撮り下ろし映像収録
- エキサイティングマックス!デラックス 2024早冬特大号付録（2024年11月28日、文友舎） - 撮り下ろし映像収録

#### VR
- 【VR】接写以上、接触未満 -ベッド編-（2017年3月1日、コヴァール）
- 【VR】接写以上、接触未満 -お風呂編-（2017年3月1日、コヴァール）
- 【VR】接写以上、接触未満 -テラス編-（2017年3月1日、コヴァール）
- 【VR】妄想彼女◆柳瀬早紀…『いけない僕とボインの彼女』＃1 （2017年12月29日、グラヴィス）
- 【VR】妄想彼女◆柳瀬早紀…『いけない僕とボインの彼女』＃2 （2017年12月29日、グラヴィス）

#### ダウンロード ＆ ストリーミング動画コンテンツ
- 本当にデカップ（2015年3月8日、デジタルクライシス）
- 本当にデカップ2（2015年4月6日、デジタルクライシス）
- A+1（2015年7月10日、Aircontrol）
- A+2（2015年8月7日、Aircontrol）
- 必撮！まるごと☆柳瀬早紀（2015年10月19日、監督：ドラゴ、アイロゴス）
- I-ONE NEXT（2016年2月11日、ラインコミュニケーションズ）
- 柳瀬早紀のストレッチ-大胸筋・上腕三頭筋・腹斜筋-（2016年4月、que:Style きゅうすた）
- 柳瀬早紀のストレッチ-大臀筋・三角筋・下腿三頭筋-（2016年4月、que:Style きゅうすた）
- I-ONE NEXT2（2016年7月15日、ラインコミュニケーションズ）
- 必撮！まるごと☆柳瀬早紀 2（2016年8月15日、監督：川嶋征樹、アイロゴス）
- 必撮！まるごと☆柳瀬早紀 3（2016年8月15日、監督：川嶋征樹、アイロゴス）
- 必撮！まるごと☆柳瀬早紀 完全版（2016年8月15日、アイロゴス）
- 世界巨乳遺産（やなパイと100cm爆乳周辺の官能的景観）柳瀬早紀 -Sabra net BB（2016年12月16日、小学館）
- I-ONE NEXT3（2016年12月28日、ラインコミュニケーションズ）
- I-ONE NEXT4（2016年12月28日、ラインコミュニケーションズ）
- グラビア学園MOVIE（2017年7月9日、グラビア学園）
- グラビア学園MOVIE2（2017年7月9日、グラビア学園）
- I-ONE NEXT5（2017年12月29日、ラインコミュニケーションズ）
- PPYP（パイパイやなパイ）柳瀬早紀 -Sabra net BB（2018年1月26日、小学館）
- グランド・キョニュオン 柳瀬早紀 -Sabra net BB（2018年10月12日、小学館）
- 100cm、iCup超乳を手袋で、隠してみた！ 柳瀬早紀 -Sabra net BB（2019年6月28日、小学館）
- 昼下がりのIカップ 柳瀬早紀 -Sabra net BB（2019年9月13日、小学館）
- 必殺！まるごと☆柳瀬早紀 COMPLETE BEST（2020年11月1日、アイロゴス）
- グラビア学園MOVIE3（2021年1月1日、グラビア学園）
- グラビア学園MOVIE4（2021年1月1日、グラビア学園）
- グラビア学園MOVIE5（2022年2月18日、グラビア学園）
- グラビア学園MOVIE6（2022年2月18日、グラビア学園）
- 愛、滴る（2022年7月10日、監督：山口三平太、ギルド）[58]
- ワールド・Iカップ〜奇跡の1m〜（2022年12月8日 - 2023年1月19日、sabra net strictly）[59]
- 恋、滴る（2023年7月10日、監督：遠山元気、ギルド）[60]
- たわわ滴る（2024年7月31日、監督：安倍雄治、ギルド）

### その他

#### トランプ
- グラビアアイドルトランプ pinup girls trump おっぱいトランプ（2016年8月28日、MULTIPLY）- 複数被写体中に収録

#### パーカー
- 柳瀬早紀プロデュース パーカー（黒・イラスト）（2017年2月23日、東京Lily）

#### マグカップ
- 柳瀬早紀プロデュース マグカップ（イラスト）（2017年2月23日、東京Lily）
- 柳瀬さき×VillageVanguardコラボ マグカップ（イラスト）（2024年4月20日、VillageVanguard）

#### Tシャツ
- 柳瀬早紀プロデュース Tシャツ(白・写真）（2017年2月23日、東京Lily）
- 柳瀬早紀プロデュース Tシャツ(白・イラスト）（2017年2月23日、東京Lily）
- アイドルフェスティバルサンシャインスターズ柳瀬早紀Tシャツ（2017年8月21日、アイドルフェスティバルサンシャインスターズ）
- GG×柳瀬早紀 TEE（2017年10月30日、GRAPHIC GIRL SHOP）
- モーモーTシャツ（2022年4月23日、Fanicon）
- YANA-PAI Birthday Tシャツ2023（2023年4月23日、Fanicon）
- 乳神37Tシャツ（2025年4月27日、pippin）
- やなパイふぁ～む37Tシャツ（2025年4月27日、pippin）
- pippin刺繍トリムTシャツ（2025年7月5日、pippin）
- Simba刺繍クロップドTシャツ（2025年7月5日、pippin）
- Sunny pippin刺繍クロップドTシャツ（2025年7月5日、pippin）
- Sunny pippin刺繍プリントTシャツ（2025年7月5日、pippin）
- Simba刺繍Tシャツ（2025年7月5日、pippin）

#### キャップ
- pippin刺繍キャップ（2025年4月27日、pippin）
- Simba刺繍キャップ（2025年7月5日、pippin）

#### タオル
- アイドルフェスティバルサンシャインスターズ柳瀬さきタオル（2017年8月21日、アイドルフェスティバルサンシャインスターズ）
- やなパイふぁ～むフェイスタオル2022秋（2022年10月29日、Fanicon）
- 柳瀬さき×VillageVanguardコラボ 等身大タオル（2024年4月20日、VillageVanguard）
- 乳神37タオル（2025年4月27日、pippin）

#### カレンダー
- 2018年カレンダー・柳瀬早紀（2017年9月24日、ハゴロモ）
- 2022年カレンダー・柳瀬さき（2021年10月9日、わくわく製作所）
- 2023年カレンダー・柳瀬さき（2022年8月31日、わくわく製作所）
- 2024年カレンダー・柳瀬さき（2023年9月16日、わくわく製作所）
- 2025年カレンダー・柳瀬さき（2024年10月7日、わくわく製作所）

#### トレーディングカード
- 柳瀬さき ファースト・トレーディングカード（2022年7月30日、ヒッツ）[61][62]
- 柳瀬さき Vol.2 トレーディングカード（2023年7月22日、ヒッツ）[63]
- 柳瀬さき Vol.3 トレーディングカード（2024年8月10日、ヒッツ）[64]
- 柳瀬さき Vol.4 トレーディングカード（2025年8月2日、ヒッツ）[65]

#### 等身大抱き枕カバー
- 等身大抱き枕カバー・通常版（2020年12月25日、ゲファルサドットコム）
- 等身大抱き枕カバー・ゲファルサ限定版（2020年12月25日、ゲファルサドットコム）
- サイン入り抱き枕カバー（2022年4月18日、三和出版）
- 等身大抱き枕カバー第二弾・通常版（2022年8月29日、ゲファルサドットコム）
- 等身大抱き枕カバー第二弾・ゲファルサ限定版（2022年8月29日、ゲファルサドットコム）
- 等身大抱き枕カバー第三弾・通常版（2023年5月24日、ゲファルサドットコム）
- 等身大抱き枕カバー第三弾・ゲファルサ限定版（2023年5月24日、ゲファルサドットコム）
- サイン入り抱き枕カバー2（2023年5月29日、三和出版）
- 柳瀬さき×VillageVanguardコラボ 等身大抱き枕カバー（2024年4月20日、VillageVanguard）
- サイン入り抱き枕カバー3（2024年5月29日、三和出版）

#### ブランケット
- サイン入りブランケット（2022年4月18日、三和出版）
- サイン入りブランケット2（2023年5月29日、三和出版）
- サイン入りブランケット3（2024年5月29日、三和出版）

#### タペストリー
- サイン入り等身大タペストリー（2022年4月18日、三和出版）
- サイン入り等身大タペストリー2（2023年5月29日、三和出版）
- サイン入り等身大タペストリー3（2024年5月29日、三和出版）

#### 時計
- オリジナル目覚まし時計（2022年4月18日、三和出版）
- オリジナル目覚まし時計2（2023年5月29日、三和出版）
- オリジナル目覚まし時計3（2024年5月29日、三和出版）

#### アクリルフィギュアスタンド
- サイン入りアクリルフィギュアスタンド（2022年4月18日、三和出版）
- サイン入りアクリルフィギュアスタンド2（2023年5月29日、三和出版）
- 柳瀬さき×VillageVanguardコラボ ピクチャースタンドA・B（2024年4月20日、VillageVanguard）
- サイン入りアクリルフィギュアスタンド3（2024年5月29日、三和出版）

#### アクリルコースター
- アクリルコースター（2022年4月18日、三和出版）
- アクリルコースター2（2023年5月29日、三和出版）
- アクリルコースター3（2024年5月29日、三和出版）

#### サーモボトル
- やなパイふぁ～むサーモボトル2022秋（2022年10月29日、Fanicon）

#### ラバーコインケース
- YANA-PAI Birthday ラバーコインケース（2023年4月23日、Fanicon）

#### キーホルダー
- YANA-PAI Birthday キーホルダー（2023年4月23日、Fanicon）

#### キャンバスポーチ
- YANA-PAI Birthday キャンバスポーチ（2023年4月23日、Fanicon）

#### トートバッグ
- 柳瀬さき×VillageVanguardコラボ トートバッグ（イラスト）（2024年4月20日、VillageVanguard）

#### エコバッグ
- 柳瀬さき×VillageVanguardコラボ エコバッグ（イラスト）（2024年4月20日、VillageVanguard）

#### 等身大パネル
- 柳瀬さき×VillageVanguardコラボ 等身大パネル（2024年4月20日、VillageVanguard）

#### ブロマイド
- 柳瀬さき×VillageVanguardコラボ ブロマイド5種（2024年4月20日、VillageVanguard）

#### ステッカー
- やなパイふぁ～む37ステッカー（2025年4月27日、pippin）
- 柳瀬さきミニステッカー（2025年4月27日、pippin）

#### ネックストラップ
- やなパイふぁ～むネックストラップ（2025年4月27日、pippin）

#### レジ袋
- やなパイふぁ～むレジ袋（2025年4月27日、pippin）

#### クッキー
- やなパイbirthdayクッキー（2025年4月27日、pippin）

#### 缶バッチ
- 柳瀬さき缶バッチ（2025年4月27日、pippin）

#### メッセージ入りオリジナル写真
- ONLY FIVE（2021年、株式会社DHN）
  - 1月23日・24日・27日・30日
  - 2月1日・4日・6日・8日・13日・15日・18日・22日・23日・26日
  - 3月1日・4日・6日・9日・12日・14日・17日・20日・24日・26日・27日・29日
  - 4月3日・5日・7日・10日・16日・19日・20日・24日・26日・29日・30日
  - 5月3日・7日・10日・13日・17日・19日・20日・24日・27日・30日・31日
  - 6月3日・6日・8日・11日・13日・15日・20日・24日・27日・28日・29日
  - 7月1日・2日・5日・8日・10日・13日・15日・20日・21日・23日・26日・27日・28日・30日
  - 8月9日・12日・13日・17日・18日・19日・23日・24日・27日・28日・29日・30日
  - 9月8日・9日・12日・13日・15日・17日・18日・22日・23日・25日・27日・28日
  - 10月7日・8日・10日・11日・18日・21日・24日・25日
  - 11月8日・9日・12日・13日・29日

#### NFTアイテム
- あん、見つかっちゃった？トロピカルに降臨した激アツ大胆ボディ（2021年9月1日、リビドー）
- あら、大胆ね、それで次は？挑発的な視線と裏腹に優しいフォルムのお胸（2021年9月3日、リビドー）
- もっと私を見て！あなたは禁断の関係性に踏み入れる覚悟があるか（2021年9月4日、リビドー）
- 頼むからそのとんでもないマシュマロを僕にください！見るもの狂わす最狂BODY（2021年9月5日、リビドー）

## 出演

### 舞台
- アリスインプロジェクト「セブンフレンズ・セブンミニッツ」（2014年12月17日 - 21日、新馬場・六行会ホール） - 空組 引野紅 役[66]
- DMM.yell「熱いぞ!猫ヶ谷!!」（2016年3月16日 - 20日、品川プリンスホテルクラブeX） - 職員アイ 役[67]
- Air studio Produce ｢GO,JET!GO!GO!vol.1｣（2017年2月22日 - 27日、東日本橋・アクアスタジオ） - B班 あかね 役
- 第三水曜即興舞台 ｢こんなはずじゃなかった。～第四節～｣（2017年4月19日、しもきた空間リバティ）
- Air studio Produce ｢GO,JET!GO!GO!vol.2｣（2017年5月10日 - 15日、東日本橋・アクアスタジオ） - Cチーム 早紀 役
- 爆走おとな小学生「すてきな三にんぐみ」（2017年6月1日 - 2日、中目黒・キンケロシアター） - 日替わりゲスト シスター 役[68]
- 第三水曜即興舞台 ｢こんなはずじゃなかった。～第六節～｣（2017年6月21日、しもきた空間リバティ）
- シズカ式「日本橋ドロップス」（2017年7月6日、東日本橋・アクアスタジオ） - B班 回替わり出演
- M-SMILE「舞台版 まいっちんぐマチコ先生〜臨海学校で人魚伝説!そんな事ってアリエル?の巻〜」（2017年8月17日 - 20日、築地・ブディストホール） - 亜里枝（アリエ） 役[69]
- 第三水曜即興舞台 ｢こんなはずじゃなかった。～第九節～｣（2017年9月20日、しもきた空間リバティ）
- JAM STAGE「慌てん坊の酔いどれたち」（2017年10月5日 - 9日、中野・Dining Bar CLOVER）[70]
- ゴブリン串田プロデュース ｢50回目の出来事｣（2017年11月15日 - 19日、新宿・スターフィールド） - B班 バーテンダー 役
- シズカ式「日本橋ドロップス」第二缶（2017年12月7日 - 10日、東日本橋・アクアスタジオ） - Cハッカ味チーム[71]
  - 第1話「パニックバージンロード」 - 真由 役
  - 第2話「忍〜くノ一〜」 - 紅子 役
- 第三水曜即興舞台 ｢こんなはずじゃなかった。～決勝～｣（2017年12月20日、しもきた空間リバティ）
- SHOWMAN‘S ｢舞台版・サトラレ〜西山幸夫の場合〜｣（2018年2月28日 - 3月4日、新宿・ALTA THEATER） - 川上めぐみ 役[72]
- M-SMILE「まいっちんぐマチコ先生〜こんな世界に誰がした??世直しバック・トゥ・ザ・ティーチャーの巻〜」（2018年5月3日 - 6日、築地・ブディストホール） - 愛知タマ子18歳 役[73]
- 爆走おとな小学生「こっちにおいで、ジョセフィーヌ」team Pluie（2018年5月23日 - 27日、新宿村LIVE） - テレサ 役[74]

### 映画
- 教科書にないッ！4（2017年6月17日）[75] - 教祖ルシファー 役
- ミドリムシの夢（2019年11月16日） - セクシー女 役

### CM
- 森永乳業株式会社「フィラデルフィアクリームチーズ」（2016年5月24日） - ぽちゃOL 役
- 週プレ酒場 presented by週刊プレイボーイ（2017年12月5日）- 共演:倉持由香・天木じゅん・青山ひかる

### ゲーム
- おっぱい大戦 （2015年12月17日、DMM）
- 100万人のWinning Post（2017年5月31日、コーエーテクモゲームス）
- アイドルフェスティバル サンシャインスターズ（2017年8月10日、DMM）
- スターガールズグランプリ （2021年6月17日、GMO GP Inc）

### ラジオ
- ｢Sweets on wave｣（2014年8月24日～2017年2月11日、いちはらFM）
- ｢なのか先生の保健室｣（2022年5月4日、6月8日、ラジオクロニクル）
- よゐこ有野のノーギャラジオ（2022年9月19日、Radiotalk）[76]
- 自転車協会 presents「ミラクル・サイクル・ライフ」（2023年6月4・11日、TBSラジオ）
- よゐこ有野のノーギャラジオ（2023年12月18日、Radiotalk）
- ｢激刊ふじ｣（2024年1月16日、渋谷クロスFM）

### テレビ
- 「パチFUN!」（2014年12月3日、テレビ埼玉）
- 「ハラホリ」（2015年10月16日、BS朝日）
- 「指原カイワイズ」（2015年11月19日、フジテレビ）
- 「水曜日のダウンタウン」（2016年6月29日、TBS）
- 「梦想成真TV」（2016年9月6日、中国・上海晟佳文化传播有限公司）
- 「360°まる見え！VRアイドル水泳大会」（2016年11月16日、フジテレビ）
- 「お願いランキング」（2016年11月29日、テレビ朝日）
- 「P-1パチとも倶楽部」（2017年2月22日、テレビ大阪）
- 「突撃！インターン～入社したらどうなりますか？～」（2017年3月24日、テレビ朝日）[77]
- 「360°まる見え！VRアイドル水泳大会Vol.2」（2017年4月24日、フジテレビ）[78]
- 「笑福亭鶴光のオールナイトニッポン.TV」（2017年5月20日、J:COM TV）
- 「佳代子の部屋〜真夜中のゲーム会議〜」（2017年12月15日 - 、フジテレビ）
- 「良かれと思って!」（2018年1月17日 - 、フジテレビ）
- 「MONDO TV 女神降臨 #145」 （2018年4月7日、MONDO TV）
- 「じっくり聞いタロウ～スター近況（秘）報告～」ダイエットSP2023 （2023年3月16日、テレビ東京）
- 「むちむちサウナ」 （2023年4月12日、5月17日、千葉テレビ）
- 「上田ちゃんネル」 （2025年5月15日、テレビ朝日）

### ライブ配信・インターネットテレビ
- 負けたら水着！?ピグ☆1～アイドルトーナメントバトル～（2014年8月7日、ニコニコ生放送）
- 三ツ星むすめ（2014年11月12日・11月19日・11月26日・12月3日・12月10日・12月17日・12月24日・2015年1月30日、ネオステーションTV）
- ねおす亭（2014年11月24日・2015年1月22日・2月12日・3月5日、ネオステーションTV）
- ねおす亭～ネオステ☆年末大忘年会2014（2014年12月26日、ネオステーションTV）

- マイファーマーチャンネルinネオステ出張所#4（2015年3月24日、ネオステーションTV）
- 深夜のげーがく（2015年3月31日、ニコニコ生放送）
- 夜の“生”ドレスブレイク（洋服崩壊）SHOW（2015年4月6日、ニコニコ生放送）

- グラビアごはん「グラ飯」第11回、第13回、第19回、第20回（2016年3月24日・5月26日・11月28日・12月21日、ニコニコ生放送）
- アイドル道場（2016年4月21日、ネオステーションTV）
- TOKYO IDOL 会議中 〜TOKYO GRAVURE IDOL FESTIVAL 2016 SP〜（2016年7月25日、ニコニコ生放送）
- お願いランキング#57（2016年8月5日、AbemaTV）
- ぶるぺん#179 ～ネクストブレイクグラドル大集合祭り（2016年8月16日、GYAO）
- 染まるTV #17（2016年10月12日、FRESH! by AbemaTV）
- 関根勤がニッチなアレをなでまわす#2（2016年10月16日、AbemaTV）[79]

- お願い!ランキング♯167（2017年3月17日、AbemaTV）
- グラビアごはん「グラ飯」第25回、第28回（2017年5月27日・8月20日、ニコニコ生放送）
- 照英を泣かそう #18-水着グラドルと涼しい夜SP-（2017年9月10日 、AbemaTV）
- モヤモヤさまぁ～ず2（配信オリジナル） しこしこさまぁ～ず3（2017年10月22日、ネットもテレ東 / テレビ東京YouTube ch）
- モデルプレスナイト（2017年10月27日・11月17日・12月15日・2018年2月17日、ひかりTV）
- 篠崎愛の初体験ラボ#81 Iカップやなパイとわがままボディシェイプアップ対決♡（2017年11月1日、AbemaTV）
- 私、やりますって!（2017年12月18日 - 、ファミリー劇場CLUB）4話から - 柳瀬早紀 役[80]
- グラビアごはん「グラ飯」年末SP回 -大人気グラドル大集合- (2017年12月18日、ニコニコ生放送）

- タカトシのバラエティだろ～が!!（2018年1月17日、AbemaTV）[81]
- グラビアごはん「グラ飯」第33回 、第35回(2018年1月26日・3月27日、ニコニコ生放送）
- スピードワゴンの月曜TheNIGHT（2018年4月3日、AbemaTV）
- 妄想マンデー（2018年4月10日・4月17日・5月22日、AbemaTV）
- パラビき!パラビき!あらびき団 〜四天王編〜（2018年4月13日 - 7月6日、Paravi）

- グラビアごはん「グラ飯」第68回、第71回7周年突入SP（2021年2月19日、5月31日、ニコニコ生放送）
- ボートレース戸田「WINWIN LIVE 戸田」（2021年11月3日、YouTube）
- ボートレース宮島「【ボートレース宮島 公式YouTube番組】 ボートレースバラエティ "ブッちぎりィ!!" 【ういち＆柳瀬さき】」（2021年11月16日、YouTube）

- となりの食卓（2022年1月14日-12月31日 、YouTube）
- むちむちサウナ 真奈（2022年2月11日、12月21日、YouTube）
- グラビアごはん「グラ飯」第78回、第82回、第85回、第88回（2022年2月25日、6月28日、9月29日、12月21日、ニコニコ生放送）
- 爆春到来!オートレース・サタデーLIVE 山陽ミッドナイトオートレース （2022年2月26日、YouTube）
- WINTICKET ミッドナイト競輪（2022年3月2日、5月25日、6月21日、8月30日、9月12日・17日、10月6日、ABEMA）
- ボートレース桐生「ドラキリュウナイト」（2022年3月15日、4月20日、5月21日・22日、6月7日・26日、7月23日・26日、8月2日・11日・12日、9月14日・22日・23日、10月4日・9日・13日・24日、11月9日・13日・24日・25日、12月7日・11日・31日、YouTube）
- ボートレース戸田「WINWIN LIVE 戸田」（2022年4月13日・16日、5月28日、7月16日、8月6日・21日、9月24日、10月8日・18日、11月3日・18日・20日・21日、12月21日・23日、YouTube）
- 青森競輪（2022年4月15日、5月29日、8月17日・30日、10月28日、YouTube(【裏】もりんちゃんねる)、ニコニコ生放送(もりんちゃんねる)）
- ボートレース福岡「どんたく特選レース」【初日】、【2日日】（2022年4月25日・26日、YouTube）
- 別府競輪「オッズパーク杯」1日目（2022年5月20日、YouTube、ニコニコ生放送）
- 船岡咲の"さきっちょと、ちょっとひといき❤︎"公開生放送（2022年6月11日、WALLOP）
- チャリロトYoutube「酔券わこチャンネル」（2022年6月18日、11月29日、YouTube）
- 別府競輪「第20回トータリゼータ別府杯」2日目（2022年7月2日、YouTube）
- 西武園競輪「第65回オールスター競輪」（2022年8月9日・15日、YouTube）
- サーフィンTV「あのIカップグラビアアイドルと本気のサーフィン対決!!」（2022年10月8日、YouTube）
- 取手競輪モーニング（2022年12月1日・2日・3日、YouTube）
- ボートレース福岡ライブ・バリ福TV（2022年12月14日・15日、YouTube）
- 別府競輪 ワコチャンネル（2022年12月27日・28日、YouTube）

- 京王閣競輪 日刊スポーツ杯（2023年1月2日、Twitter）
- ボートレース桐生「ドラキリュウナイト」（2023年1月4 - 6・20・21日、2月4・5・15・18日、3月6・26・29日、4月7 - 9・16・17日、5月2・3・10・11・17・21・30日、6月8・10・16・23・24日、7月6・7・9・16・21・30・31日、8月1・3・13・14・25・26日、9月5・6・15・17・29日、10月10・11・18・19日、11月3・5・17・19・23・26日、12月9・12・22・25・29・31日、YouTube）
- となりの食卓（2023年1月6日-28日 、YouTube）
- ボートレース戸田「WINWIN LIVE 戸田」（2023年1月8・18日、2月12・22日、3月24・30日、4月2・26日、5月4・24日、7月1・15・27日、8月5・12日、9月24日、10月8・29日、11月2・20日、12月2・20日、YouTube）
- 別府競輪 ワコチャンネル（2023年1月17・18・19日、2月25日、3月4日、7月13・14日、YouTube）
- むちむちサウナ 真奈（2023年1月20日、2月17日、3月17・18日、12月15・30日、YouTube）
- 西武園競輪「なぜTIPSTARなのか杯FⅡ」（2023年2月28日、YouTube）
- 取手競輪モーニング（2023年3月9 - 11日、8月31日、9月1・2・25 - 27日、11月29・30日、12月1日、YouTube）
- ボートレース宮島「【ボートレース宮島 公式YouTube番組】 ボートレースバラエティ "ブッちぎりィ!!" （2023年3月19日、8月28日、9月21日、YouTube）
- 別府競輪 ウィナーズカップ【特別企画　ワコチャンネルが別府競輪にやって来た！】（2023年3月20・21日、YouTube）
- グラビアごはん「グラ飯」第91回、第94回、第97回、第100回（2023年3月28日、6月21日、9月27日、12月27日、ニコニコ生放送）
- 酔券わこチャンネル PRESENTS やなパイ（2023年4月23日、YouTube）
- ボートレース多摩川どちゃんこTV（2023年5月7日、9月10日、YouTube）
- オッズパーク川口オートレース（2023年6月3日、YouTube）
- オッズパーク浜松オートレース（2023年6月11日、11月1・4日、YouTube）
- 別府競輪 ウィンチケットMN競輪（2023年6月11・12日、12月14 - 16日、YouTube）
- 別府競輪 モーニング7（2023年7月7 - 9日、9月3日、10月20日、11月21日、YouTube）
- オッズパーク伊勢崎オートレース（2023年7月8日、8月11日、YouTube）
- ボートレース徳山「Let'ｓ BOATRACE We Are すなっち～ず！」（2023年7月20日、10月2日、YouTube）
- 西武園競輪「第66回オールスター競輪」（2022年8月17・20日、YouTube）
- 青森競輪（2023年9月3日、YouTube(【裏】もりんちゃんねる)、ニコニコ生放送(もりんちゃんねる)）
- ボートレース福岡「ペラ坊&ペラ美の☀晴れたらいいねっ！」（2023年10月15日、YouTube）

- ボートレース桐生「ドラキリュウナイト」（2024年1月3・6・18・21・29・30日、2月8・10・17・18・23・26日、3月5・9・17日、4月5・9・10・14・15・25・27日、5月5・6・14・15・25・26日、6月7 - 9・16・19・25・26日、7月8・9・18・19・25・30日、8月5・6・15・25・30・31日、9月1・8・18・21日、10月7・10・13・17・18・24日、11月7・8・16・17日、12月2・7・15・16・25・26・31日、YouTube）
- 大宮競輪 倉茂記念杯インターネットライブ特別版（2024年1月5・7日、YouTube）
- ボートレース戸田「WINWIN LIVE 戸田」（2024年1月9・19日、2月3・4・13日、3月20・30日、4月3・11・20日、5月1・10日、6月2・3日、7月1・24日、8月3・13・24日、10月12・25日、11月11・18日、12月13・14・22・23日、YouTube）
- ボートレース宮島「【ボートレース宮島 公式YouTube番組】 ボートレースバラエティ "ブッちぎりィ!!" （2024年1月14日、5月3日、6月23日、8月27日、10月22日、11月15日、12月1日、YouTube）
- ボートレース徳山「Let'ｓ BOATRACE We Are すなっち～ず！」（2024年1月15日、6月5日、10月29日、12月18日、YouTube）
- ボートレースびわこ「びわこ大分析LIVE！MacourLab.-マク・ラボ-」（2024年1月17日、YouTube）
- グラビアごはん「グラ飯」第101回、第104回、第108回（2024年1月25日、4月26日、12月23日、ニコニコ生放送）
- 松井証券「動画を観ながら口座開設レクチャー！」（2024年2月8日、YouTube）
- 別府競輪（2024年2月14日、3月1日、9月6・28日、12月7・15日、YouTube）
- ボートレース福岡「ペラ坊&ペラ美の☀晴れたらいいねっ！」（2024年3月2日、YouTube）
- ボートレース多摩川どちゃんこTV（2024年3月10日、YouTube）
- 西武園ミッドナイト競輪（2024年3月15日、YouTube）
- 取手競輪（2024年3月6・7・8・21 - 24日、6月27 - 30日、8月10 - 12日、9月1・2・3日、12月27 - 29日、YouTube）
- 川崎競輪公式・川崎仮⾯の「俺にまかせろ！」（2024年4月4日、10月11日、YouTube）
- 開設74周年記念西武園競輪ゴールドウイング賞GIII（2024年4月23日、YouTube）
- 青森ミッドナイト競輪（2024年5月22日、YouTube(【裏】もりんちゃんねる)、ニコニコ生放送(もりんちゃんねる)）
- むちむちサウナ 真奈（2024年6月21日、11月29日、YouTube）
- ボートレース平和島（2024年7月26日、8月22・28日、9月11日、10月5・16日、11月29日、12月30日、YouTube）
- マッチングアプリ大学＃1～10「あなたに向いてるマッチングアプリが見つかる！」（2024年8月15・22・29日、9月5・12・19・26日、10月3・10・17日、YouTube）
- 宇都宮競輪らいとクラブ（2024年9月13日、YouTube）
- モギたて！いわき平競輪（2024年9月14 - 16日、YouTube）
- ボートレース芦屋 あしやんTV（2024年9月20日、YouTube）
- オッズパーク山陽オートレース（2024年9月23日、YouTube）
- 西武園競輪モーニング（2024年11月1日・2日・3日、YouTube）
- ボートレース三国 三国レディースカップ（2024年11月6日、YouTube）
- 松本バッチのボートでバッチこいＸ #38前半 #39後半（2024年11月24日、12月1日、YouTube）
- 松戸競輪LIVE（2024年11月25・26・27日、YouTube）
- 佐世保競輪（2024年12月19日、YouTube）
- ボートレース住之江 平和島劇場 P-Studio（2024年9月21日、YouTube）

- 取手競輪（2025年1月1 - 3日、2月28日、3月1・2日、5月4 - 6日、5月31日、6月1 - 3日、8月20・21日、YouTube）
- 松戸競輪LIVE（2025年1月4 - 6・29 - 31日、3月27 - 29日、6月16 - 18日、7月7 - 9・20 - 22日、YouTube）
- 別府競輪（2025年1月9日、4月15日、5月9・10・11・19日、6月5日、YouTube）
- ボートレース戸田「WINWIN LIVE 戸田」（2025年1月11・13・27日、2月5・27日、3月9・24・31日、4月4・10日、5月3・20日、6月14・25日、7月12・23日、8月8・14日、YouTube）
- ボートレース宮島「【ボートレース宮島 公式YouTube番組】 ボートレースバラエティ "ブッちぎりィ!!" （2025年1月12日、2月7日、3月8日、4月13日、5月13・21日、6月12日、8月13日、YouTube）
- ボートレース桐生「ドラキリュウナイト」（2025年1月17・18・21日、2月2・15・16・22・25・26日、3月3・6・13・16・22・26日、4月1・2・26日、5月5・6・12・17・19・25・26日、6月8・9・19・26・27日、7月5・6・15・16・26・29日、8月3・7・11・12・15日、YouTube）
- 大宮競輪（2025年1月19・24・25・26日、YouTube）
- ボートレース平和島（2025年1月20日、2月20日、3月10日、4月6・18・24日、5月24日、6月23日、7月11日、YouTube）
- Japan Eats Iカップグラドルが訪問！新感覚！1人しゃぶしゃぶ＆すき焼き（2025年1月22日、YouTube）
- ボートレース徳山Let'ｓ BOATRACE We Are すなっち～ず！」（2025年2月18日、4月28日、8月1日、YouTube）
- 佐世保競輪（2025年2月19日、YouTube）
- 四日市競輪（2025年3月15日、6月15日、YouTube）
- 体験サバゲー「柳瀬さき」PEACECOMBAT TV（2025年3月27日、YouTube）
- グラビアごはん「グラ飯」第111回、第114回（2025年3月31日、6月20日、ニコニコ生放送）
- JOYのそれ群馬にもありますけど!!!（2025年4月7・25日、YouTube）
- MEN'S DVD Channel「風吹ケイ のJやねん!」（2025年4月7日、YouTube）
- ボートレース津（2025年4月8日、YouTube）
- ボートレース常滑（2025年4月12日、YouTube）
- 大阪サンスポチャンネル ベットなう（2025年4月23日、5月2日、YouTube）
- たけお競輪（2025年5月20日、YouTube）
- 京王閣競輪（2025年7月14日、YouTube）
- 西武園競輪（2025年8月6 - 8日、YouTube）
- ボートレース多摩川（2025年8月10日、YouTube）

### イベント
- 汐留グラビア甲子園 2014（2014年8月3日、汐留日テレホール）[82]
- パチFUNイベント（2014年10月19日、埼玉ジャンジャンデルノザウルス久喜IC店ほか）
- アイドルボンバイエ☆プチ同窓会SP2014（2014年11月24日、新宿歌舞伎町）

- 名古屋オートトレンド（2015年2月28日-3月1日、名古屋ポートメッセ）
- 「ミルキー・グラマー」DVD・BD発売記念イベント（2015年3月14日、秋葉原ソフマップアミューズメント館8F）
- 「やなパイ」DVD発売記念イベント（2015年6月6日、秋葉原ソフマップアミューズメント館8F）
- 「やなパイ」DVD発売記念イベント（2015年6月14日、大阪日本橋・信長書店）
- 「blessing」写真集発売記念イベント（2015年7月25日、新宿・福家書店）
- DJ Tomoaki’s Radio Show!（2015年8月13日、下北FM）
- アイドルボンバイエ☆プチ同窓会SP2015～今回もふれあいボンバイエ♪～（2015年10月12日、新宿歌舞伎町）
- 「愛しの女神さま」DVD・BD発売記念イベント（2015年10月17日、秋葉原ソフマップアミューズメント館8F）
- 「愛しの女神さま」DVD・BD発売記念イベント（2015年10月18日、大阪日本橋・信長書店）
- 湘南ミルキーウェイレース FⅠ 第9回 ヨコハマロイヤーズカップ（2015年10月24日、平塚競輪）
- SUPER☆アイドルボンバイエ！ 「アイドルボンバイエ☆大同窓会SP2015」 ～今宵も、ふれあいパー ティ♪♪～（2015年12月6日、代アニLIVEステーション）
- アキバMC会2015-MC対アイドル!!（2015年12月27日、秋葉原ソフマップ）

- ニコニコ神社in池袋ニコニコ本社 巫女 役（2016年1月2日・3日、池袋ニコニコ本社）
- 「in blossom ～早紀誇る愛～」DVD発売記念イベント（2016年1月10日、秋葉原ソフマップアミューズメント館8F）
- 「in blossom ～早紀誇る愛～」DVD発売記念イベント（2016年1月16日、大阪日本橋・信長書店）
- チャリチャン@DMM競輪（2016年1月27-29日、松戸競輪）
- 「やなパイ LOVE プライベートレッスン」「やなパイ LOVE ミルキートリップ」DVD・BD発売記念イベント（2016年4月16日、秋葉原ソフマップアミューズメント館8F）
- アイドルボンバイエ☆プチ同窓会SP2016春～ふれあいボンバイエ♪～（2016年4月17日、新宿歌舞伎町）
- 「やなパイ LOVE プライベートレッスン」「やなパイ LOVE ミルキートリップ」DVD・BD発売記念イベント（2016年4月29日、大阪日本橋・信長書店）
- アイドル横町夏まつり!！ 2016（2016年7月2日 - 3日、横浜赤レンガパーク）
- 「僕の女神さま」DVD・BD発売記念イベント（2016年7月10日、大阪日本橋・信長書店）
- 「僕の女神さま」DVD・BD発売記念イベント（2016年7月17日、秋葉原ソフマップアミューズメント館8F）
- アイドルボンバイエ2016夏☆プチ同窓会SP♪（2016年7月18日、新宿歌舞伎町）
- TOKYO GRAVURE IDOL FESTIVAL 2016（2016年8月5日 - 7日、TOKYO IDOL FESTIVAL 2016　GRAND MARKET）
- ニコニコ神社in大井競馬場 巫女 役（2016年8月13日、大井競馬場）
- 川口オートSG「全日本選抜オートレース」イベント（2016年10月8日、川口オートレース場）
- 「甘いふくらみ」DVD・BD発売記念イベント（2016年10月9日、秋葉原ソフマップアミューズメント館8F）[83]
- アイドルボンバイエ×ミュージックパークinニッポン放送（2016年11月20日、ニッポン放送　imagineスタジオ）
- 次世代アイドルボンバイエ ～アイドルサンタ☆ふれあいパーティ♪～（2016年12月4日、代アニLIVEステーション）
- 「柳瀬早紀 wet.」写真集発売記念イベント（2016年12月10日、神保町・書泉グランデ）[84]
- アキバ忘年会（2016年12月28日、秋葉原ソフマップ）

- 「恋する女神さま」「やなパイ10ボインと…。」DVD・BD発売記念イベント（2017年1月3日、秋葉原ソフマップアミューズメント館8F）
- 「恋する女神さま」「やなパイ10ボインと…。」DVD・BD発売記念イベント（2017年1月8日、大阪日本橋・FANFUNBooks）
- いしだちゃん祭りVol.104～ON THE ROAD 2017～（2017年1月28日、渋谷ロフト９） - アシスタント 役
- 大阪ジャンケントレジャー（2017年2月17日、大阪味園ユニバース）[85] - 初代ジャンケンポリス・司会 役
- 「やなパイ2」DVD発売記念イベント（2017年3月15日、東日本橋・東京Lily）
- 「接写以上、接触未満」ポケットVR発売記念イベント（2017年3月20日、秋葉原ソフマップアミューズメント館8F）[86]
- 「柳瀬早紀オリジナルグッズ」発売記念お渡しイベント（2017年4月8日、東日本橋・東京Lily）
- 「やなパイ2」DVD発売記念イベント（2017年4月16日、大阪日本橋・FANFUNBooks）
- いしだちゃん祭りVol.105（2017年4月22日、渋谷ロフト９） - アシスタント 役
- アイドル横町夏まつり!！ 2017（2017年7月8日 - 9日、横浜赤レンガパーク）
- いしだちゃん祭りVol.106（2017年7月15日、渋谷ロフト９） - アシスタント 役
- 「溢れる想い」DVD発売記念イベント（2017年7月16日、秋葉原ソフマップアミューズメント館8F）
- アイドルボンバイエ☆プチ同窓会SP2017夏☆（2017年7月17日、新宿歌舞伎町）
- 「溢れる想い」DVD発売記念イベント（2017年7月22日、大阪FANFUNbooks）
- 週プレ酒BAR（2017年7月26日、新宿週プレ酒場）
- 韓国1stファンミーティング（2017年7月30日、ソウル麻浦区西橋洞フリースタイルホール）[87]
- TOKYO GRAVURE IDOL FESTIVAL 2017（2017年8月5日 - 6日、TOKYO IDOL FESTIVAL 2017　GRAND MARKET）[88]
- 爆乳グラドル夏祭り（2017年8月12日、新宿週プレ酒場）
- アイドルフェスティバルサンシャインスターズ（2017年8月26日、ヴィレッジヴァンガード渋谷本店B2階ステージ）
- BRANDWAGON -旬なヒトら-（2017年9月26日、赤坂BLITZ）
- 「ずっと笑顔で」DVD発売記念イベント（2017年10月15日、秋葉原ソフマップアミューズメント館8F）
- 「ずっと笑顔で」DVD＆「Goddess ‼ 」写真集発売記念イベント（2017年10月28日、大阪FANFUNbooksF）
- ハロウィンパーティ（2017年10月29日、新宿週プレ酒場）
- いしだちゃん祭りVol.107（2017年11月4日、渋谷ロフト９） - アシスタント 役
- アイドルボンバイエ☆10周年記念パーティ♪♪（2017年11月26日、ポニーキャニオン１Fスタジオ）
- 「2018年カレンダー・柳瀬早紀」発売記念イベント（2017年12月23日、秋葉原・書泉ブックタワー）[89]
- アキバ忘年会（2017年12月26日、秋葉原ソフマップ）
- グラドル忘年会（2017年12月29日、新宿週プレ酒場）

- 「やなパイ100％」DVD・BD発売記念イベント（2018年1月6日、秋葉原ソフマップAKIBA 4号店 アミューズメント館）[90]
- いしだちゃん祭りVol.108（2018年1月20日、渋谷ロフト9） - アシスタント 役
- 「やなパイ100％」DVD・BD発売記念イベント（2018年1月21日、大阪FANFUNbooks）
- ボートレース戸田週刊大衆杯イベントステージRiva（2018年1月27日・28日、埼玉県ボートレース戸田）
- 舞台版・サトラレ〜西山幸夫の場合〜開幕直前イベント（2018年2月10日、代々木ミューズ音楽院本館ホール）
- アイドルボンバイエ☆ふれあいバレンタイン新年会2018（2018年2月11日、秋葉原ASOBOXホール）
- 第12回東京ボーイズコレクション ｢グラビアランウェイ｣（2018年2月21日、日本武道館）
- じーふーTIME#3（2018年4月4日、東高円寺笑や）
- 「奥さまはやなパイ」DVD・BD発売記念イベント（2018年4月7日、秋葉原ソフマップAKIBA 4号店 アミューズメント館）

- 「おかえり、やなパイ。」DVD・BD発売記念イベント（2021年6月26日、秋葉原・書泉ブックタワー）
- 「乳神」写真集発売記念イベント（2021年8月8日、秋葉原・書泉ブックタワー）
- 「GOD PAI」DVD発売記念イベント（2021年9月26日、秋葉原・書泉ブックタワー）
- 「2022年カレンダー・柳瀬早紀」発売記念イベント（2021年10月9日、秋葉原・書泉ブックタワー）
- グラドルワンダーランド 東京Lily powered by HUMAX CINEMA（2021年12月4日、池袋・HUMAX CINEMA）

- 「ひみつ旅行」DVD発売記念イベント（2022年2月5日、秋葉原・ソフマップAKIBA パソコン・デジタル館8F）
- 「グラドル最強ブランド アイドルワン ベストDVD」ムック発売記念イベント（2022年4月3日、秋葉原・書泉ブックタワー）
- ラジオ「なのか先生の保健室」公開収録（2022年4月17日、目黒・sound studio NOAH都立大）
- 『SPECIAL FAN BOOK』発売記念お渡し＆特典会（2022年5月8日、秋葉原・ソフマップAKIBA パソコン・デジタル館8F）
- I-ONEトークライブ 2022年に創立22周年! アイドルにゃんだよ、にゃん!!の宴 共演・桐山瑠衣（2022年5月27日、阿佐ヶ谷LoftA）
- 船岡咲の"さきっちょと、ちょっとひといき"会場イベント「アンバランス」（2022年6月11日、WALLOP押上スタジオ 3F WAROS）
- 「ぱいせん」DVD発売記念イベント（2022年6月19日、秋葉原・ソフマップAKIBA パソコン・デジタル館8F）
- 『柳瀬さき』ファースト・トレカ発売記念イベント（2022年7月30日、神保町・書泉グランデ）
- やなパイふぁ～む夏の特別配信イベント（2022年7月31日、新宿・Blackbox）
- 『柳瀬さき』ファースト・トレカ発売記念イベント（2022年8月27日、秋葉原・ソフマップAKIBA パソコン・デジタル館8F）
- やなパイふぁ～む秋の収穫祭イベント（2022年9月18日、東京・ファニコンスタジオ）
- 「2023年カレンダー・柳瀬早紀」発売記念イベント（2022年9月19日、神保町・書泉グランデ）
- 「やなパイナップル」DVD発売記念イベント（2022年10月15日、秋葉原・ソフマップAKIBA パソコン・デジタル館8F）
- やなパイふぁ～む開設1周年記念イベント（2022年11月27日、東京・ファニコンスタジオ）
- アキバMC会 復活バリバリでオマタセ編（2022年12月26日、秋葉原・ソフマップAKIBA パソコン・デジタル館8F）

- 柳瀬さき『やっぱり乳がすき』写真集発売記念お渡し会（2023年1月7日、秋葉原ソフマップアミューズメント館8F）
- 柳瀬さき写真集『やっぱり乳がすき』発売記念お渡し会 in大阪（2023年1月9日、心斎橋TSUTAYA EBISUBASHI 5Fイベントスペース）
- 「やなパイとしたい8つのコト」DVD発売記念イベント（2023年2月19日、秋葉原ソフマップアミューズメント館8F）
- やなパイBirthdayイベント（2023年4月23日、東京・ファニコンスタジオ）
- 「ふたりだけの秘密」DVD発売記念イベント（2023年5月20日、秋葉原ソフマップアミューズメント館8F）
- 柳瀬さき『柳瀬さきVol.2』トレーディングカード発売記念イベント（2023年7月22日、神保町・書泉グランデ）
- 柳瀬さき『柳瀬さきVol.2』トレーディングカード発売記念イベント（2023年8月6日、秋葉原・ソフマップアミューズメント館8F）
- ボートレース予想会（2023年8月27日、広島・パルボート宮島）
- 「2024年カレンダー・柳瀬早紀」発売記念イベント（2023年9月16日、秋葉原・書泉ブックタワー）
- 「やなパイの事情」DVD発売記念イベント（2023年10月1日、秋葉原ソフマップアミューズメント館8F）
- ボートレース予想会（2023年10月9日、11月23日、群馬・桐生ボートレース場）
- やなパイふぁ～む開設2周年記念イベント（2023年11月18日、東京・ファニコンスタジオ）
- 「Laugh」写真集発売記念イベント（2023年11月25日、秋葉原・書泉ブックタワー）

- 真奈写真展「愛」最終日イベント（2024年1月27日、原宿・アトリエY）
- 「僕だけの女神さま」DVD発売記念イベント（2024年2月4日、秋葉原ソフマップアミューズメント館8F）
- 競輪予想会（2024年2月19日、北海道・サテライト札幌）
- 柳瀬さきトークショー（2024年3月2・3日、福岡・ボートレース福岡）
- ボートレース戸田・舟券予想3地区対抗バトル（2024年3月19日、埼玉・ボートレース戸田）
- マクール渡辺編集長&柳瀬さきの予想トークショー（2024年4月17・18日、福岡・ボートレース福岡）
- やなパイBirthdayイベント（2024年4月21日、東京・ファニコンスタジオ）
- 「やなパイだらけ」DVD発売記念イベント（2024年7月13日、秋葉原ソフマップアミューズメント館8F）
- 柳瀬さき『柳瀬さきVol.3』トレーディングカード発売記念イベント（2024年8月10日、秋葉原・ソフマップアミューズメント館8F）
- 柳瀬さき『柳瀬さきVol.3』トレーディングカード発売記念イベント（2024年9月7日、神保町・書泉グランデ）
- 寛仁親王牌GI場内予想会（2024年10月20日、愛知・豊橋競輪場）
- ボートでバッチこいX・舟券予想会＋サイン会・撮影会（2024年10月21日、三重・ボートレース津）
- GⅠ天皇賞秋ライブビューイング&バックヤードツアー（2024年10月27日、千葉・中山競馬場）
- 10周年写真集『pai love you』発売イベント in大阪（2024年11月9日、心斎橋TSUTAYA EBISUBASHI 5Fイベントスペース）
- 10周年写真集『pai love you』発売イベント（2024年11月10日、秋葉原・ソフマップアミューズメント館8F）
- 一風堂クリアヌードルPRオーディション公式生放送（2024年11月19日、ミクチャ）
- ボートレーサートークショー（2024年11月23日、広島・ボートレースチケットショップ尾道）
- PALBOAT宮島予想会（2024年11月23日、広島・パルボート宮島）
- 「2025年カレンダー・柳瀬早紀」発売記念イベント（2024年12月8日、神保町・書泉グランデ）
- 生どりあんずと競輪をとことん楽しもうNight!!（2024年12月27日、埼玉・西武園競輪場）

- 「THE I」DVD発売記念イベント（2025年2月9日、秋葉原ソフマップアミューズメント館8F）
- スピードクイーンメモリアル予想会（2025年2月23日、兵庫・ボートレース尼崎）
- 倉持莉々選手トークショー（2025年3月25日、福岡・ボートレース若松）
- JOY＆柳瀬さきトークショー（2025年3月30日、群馬・前橋競輪）
- やなパイBirthdayイベント（2025年4月27日、神宮前・hrp_a）
- pippin お披露目イベント（2025年4月27日、神宮前・hrp_a）
- チャリティオークションMC（2025年6月11日、群馬・桐生ボートレース場）
- 「やなパイ日和」DVD発売記念イベント（2025年6月22日、秋葉原ソフマップアミューズメント館8F）
- 舟券予想会（2025年7月27日、大阪・ボートピア梅田）
- 柳瀬さき『柳瀬さきVol.4』トレーディングカード発売記念イベント（2025年8月2日、神保町・書泉グランデ）

### プライベートイベント
- 川村ゆきえwith10-POINTガールズと行く！マザー牧場日帰りの旅（2014年10月25日、マザー牧場）
- 大阪オフ会（2015年1月24日・2015年11月22日、大阪ミナミ）
- Birthdayオフ会・東京（2015年4月18日・2016年4月17日・2017年4月23日・2018年5月12日、新宿歌舞伎町）
- Birthdayオフ会・大阪（2016年4月29日・2017年4月16日、大阪ミナミ）
- クリスマスオフ会・大阪（2016年12月24日、大阪ミナミ）
- アイドルボンバイエからのオフ会（2017年7月17日、新宿歌舞伎町）
- 韓国オフ会（2017年7月30日、韓国ソウル）
- クリスマスオフ会・東京（2017年12月24日、新宿歌舞伎町）
- 誕生日オフ会 (2022年4月24日、代々木 Zoomスタジオ)
- 柳瀬さきFC限定オフ会・東京（2023年4月30日、西麻布 スタジオデビーズ）
- 柳瀬さきFC限定オフ会・仙台（2023年10月21日、仙台 暖家）
- 柳瀬さきFC限定オフ会・東京（2023年12月17日、新宿 九州よしき 新宿東口店）
- 柳瀬さきFC限定オフ会・大阪（2023年12月23日、大阪 梅吉 梅田本店）
- 柳瀬さきFC限定デビュー10周年記念バーベキューオフ会（2024年5月12日、江東区 WILD&RAW）
- 柳瀬さきFC限定オフ会・大阪（2024年5月18日、大阪 お好み焼きジロー）
- 柳瀬さきFC限定オフ会・大阪（2025年2月24日、大阪 蛸之徹角田店）

### 撮影会
- フォトジョ撮影会 (2014年7月27日、8月31日、9月7日・20日)
- ピグ☆１フレッシュ撮影会 (2014年9月28日、江戸川橋ゼロスタジオ)
- 秋葉原フォトジョ  (2014年11月2日・23日)
- Ｓガレージ ナイト撮影会  (2014年11月25日、世田谷Sガレージスタジオ)
- 東京美少女撮影会  (2014年12月23日・25日)

- 秋葉原フォトジョ  (2015年1月11日・31日、3月21日、4月11日、10月17日・31日)
- 大阪フォトミーツ (2015年1月24日、4月25日、8月22日、11月22日)
- 高田馬場フォトジョ (2015年2月8日、3月29日、4月29日、5月9日・24日、6月13日・20日、7月18日、8月15日、9月19日、10月24日、11月14日、12月27日)
- 名古屋エモーション (2015年2月27日、6月28日)
- プール撮影会in船の科学館 (2015年9月5日)

- 高田馬場フォトジョ (2016年1月31日、2月20日、4月2日、5月14日、6月18日、7月30日、8月13日・20日、9月4日・9日、10月9日・30日、11月27日)
- 大阪フォトミーツ　(2016年2月28日、5月29日、7月24日)
- フォトジョ奈良健康ランド室内プール水着撮影会（2016年5月28日）
- ビジュアルクイーン撮影会 in としまえん2016 (2016年6月26日)
- 大阪日本橋FAUFUNPOP (2016年10月22日、12月23日)

- 高田馬場フォトジョ (2017年1月29日、2月11日、3月26日)
- FANFUNPOP沖縄ツアー　(2017年3月11-12日)
- 浅草橋PKスタジオ　(2017年3月18日)
- 大阪日本橋FAUFUNPOP (2017年4月15日、7月23日、10月28日、11月11日)
- 浅草橋PKスタジオ　(2017年5月21日、6月18日、7月15日、10月29日、12月17日)
- ビジュアルクイーン撮影会 in としまえん2017 (2017年6月24日)
- 横浜プール撮影会 (2017年9月9日、神奈川・横浜プールセンター)
- 第二回FANFUNPOP沖縄ツアー (2017年9月23-24日)
- 柳瀬早紀プレミアム撮影会　(2017年11月25日、秋葉原スタジオフォトスマイル)

- 浅草橋PKスタジオ　(2018年1月14日、3月24日)
- 第3回メディアクイーン撮影会 WINTER（2018年2月18日、大阪スパワールド屋内プール）
- 第三回FANFUNPOP沖縄ツアー　(2018年4月21-22日)

- POP GIRLS Photo session vol.9（2020年11月23日、四谷 Gallery-O10／Le-Chateau）
- サマラン祭2020 サマラン大撮影会（2020年11月28日、東京サマーランド）
- POP GIRLS Photo session vol.10（2020年12月20日、神楽坂スタジオ）

- POP GIRLS Photo session vol.12（2021年1月23日、曙橋 Studio Mired）
- POP GIRLS Photo session vol.13（2021年2月21日、大久保 Studio Govie)
- POP GIRLS Photo session vol.14（2021年3月28日、蔵前 Studio DEN)
- POP GIRLS Photo session vol.15（2021年4月25日、南青山 color-balance)
- 近代麻雀水着祭2021（2021年5月29日、埼玉・川越水上公園）
- POP GIRLS Photo session vol.16（2021年6月27日、江戸川橋 撮影スタジオアストラ)
- POP GIRLS Photo session vol.17（2021年7月17日、秋葉原 アキバホーム)
- 大阪はなまる撮影会 (2021年12月12日、大阪本町 はなまるスタジオ)
- 柳瀬さき撮影会 (2021年12月19日、西新宿 スタジオキューブ)

- 名古屋はなまる撮影会 (2022年1月15日、名古屋栄 はなまるスタジオ)
- 東京Zoom撮影会 (2022年1月23日、3月27日、4月24日、6月5日、11月26日、12月24日、代々木 Zoomスタジオ・江戸川橋エリックスタジオ（11/26）・江戸川橋パステルスタジオ（12/24）)
- 大阪Zoom撮影会 (2022年5月3日、12月25日、大阪スタジオクオリア)
- 東京Lilyプール撮影会（2022年5月14日、埼玉しらこばと水上公園）
- フレッシュスペシャルプール大撮影会（2022年6月12日、埼玉川越水上公園）
- 名古屋Zoom撮影会 (2022年7月3日、鶴舞 アメージングスタジオ)
- 東京はなまる撮影会 (2022年7月17日、神保町 はなまるスタジオ)
- フレッシュPremier2022プール大撮影会（2022年9月10日、埼玉川越水上公園）
- 東京Lily撮影会（2022年10月2日、浅草橋 東京Lily Aスタジオ）
- 福岡Zoom撮影会 (2022年10月22日、博多 Studio Fleur)
- アイドルワン謝恩会（2022年10月29日、秋葉原 Fresh！アキスタ）

- 東京Zoom撮影会 (2023年2月11日、6月18日、9月18日、10月28日、代々木 Zoomスタジオ)
- 東京Lily撮影会（2023年2月26日、浅草橋 東京Lily Bスタジオ）
- 大阪Zoom撮影会 (2023年4月22日、大阪スタジオクオリア)
- 柳瀬さきFC撮影会in東京（2023年4月30日、西麻布 スタジオデビーズ）
- たんぽぽ撮影会　(2023年5月14日、7月2日、江戸川橋 ピータースタジオ、目黒碑文谷 Studio Que)
- 柳瀬さきFC撮影会in福岡（2023年5月28日、博多 アンカースタジオ福岡）
- 柳瀬さきFC撮影会in大阪（2023年9月23日、大阪 レンタルスタジオRoom02）
- 柳瀬さきFC限定撮影会in仙台（2023年10月21日、仙台 A-studio）
- 柳瀬さきFC撮影会in東京vol.2（2023年12月17日、新宿 OPALUS STUDIO）
- 柳瀬さきFC撮影会in大阪（2023年12月23日、大阪 RROOMレンタルスタジオ）

- 東京Zoom撮影会 (2024年1月28日、2月25日、4月13日、6月15日、7月21日、9月28日、代々木 Zoomスタジオ、7月のみ新宿408studio)
- 大阪Zoom撮影会 (2024年5月18日、大阪スタジオクオリア)
- 京都屋外撮影会 (2024年10月6日、円山公園)

- 東京Zoom撮影会 (2025年2月8日、代々木 Zoomスタジオ)
- 柳瀬さきちゃんFC撮影会 (2025年2月24日、大阪・南堀江STUDIO SCENE)